# Nhà phố thương mại

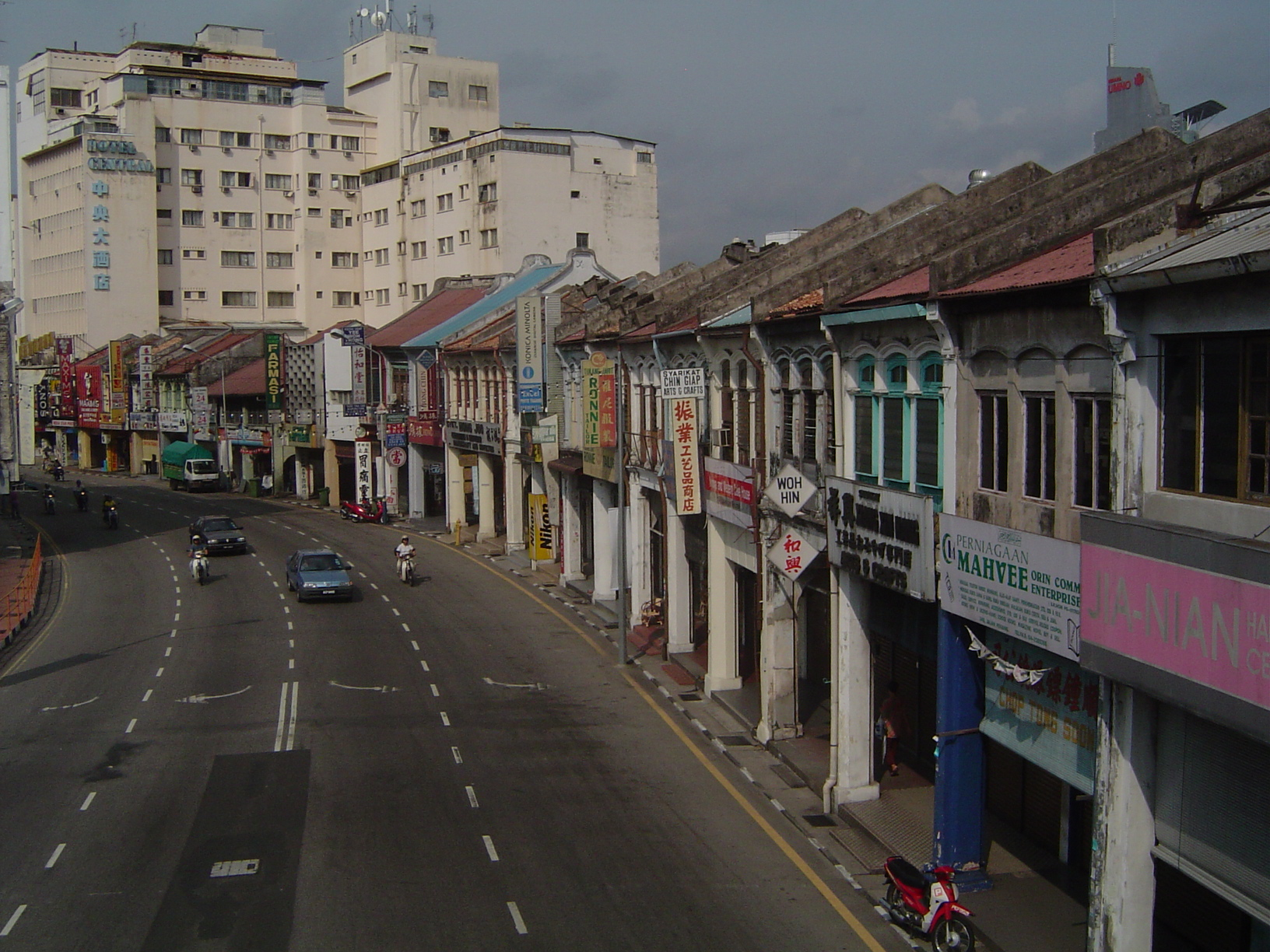
Cách bố trí chạy dài cho phép một dãy các căn hộ kinh doanh có thể kéo dài đến hết phố (nhà liên kế), như hình ảnh một dãy các căn hộ thương mại tai tầng ở George Town, Penang, Malaysia.

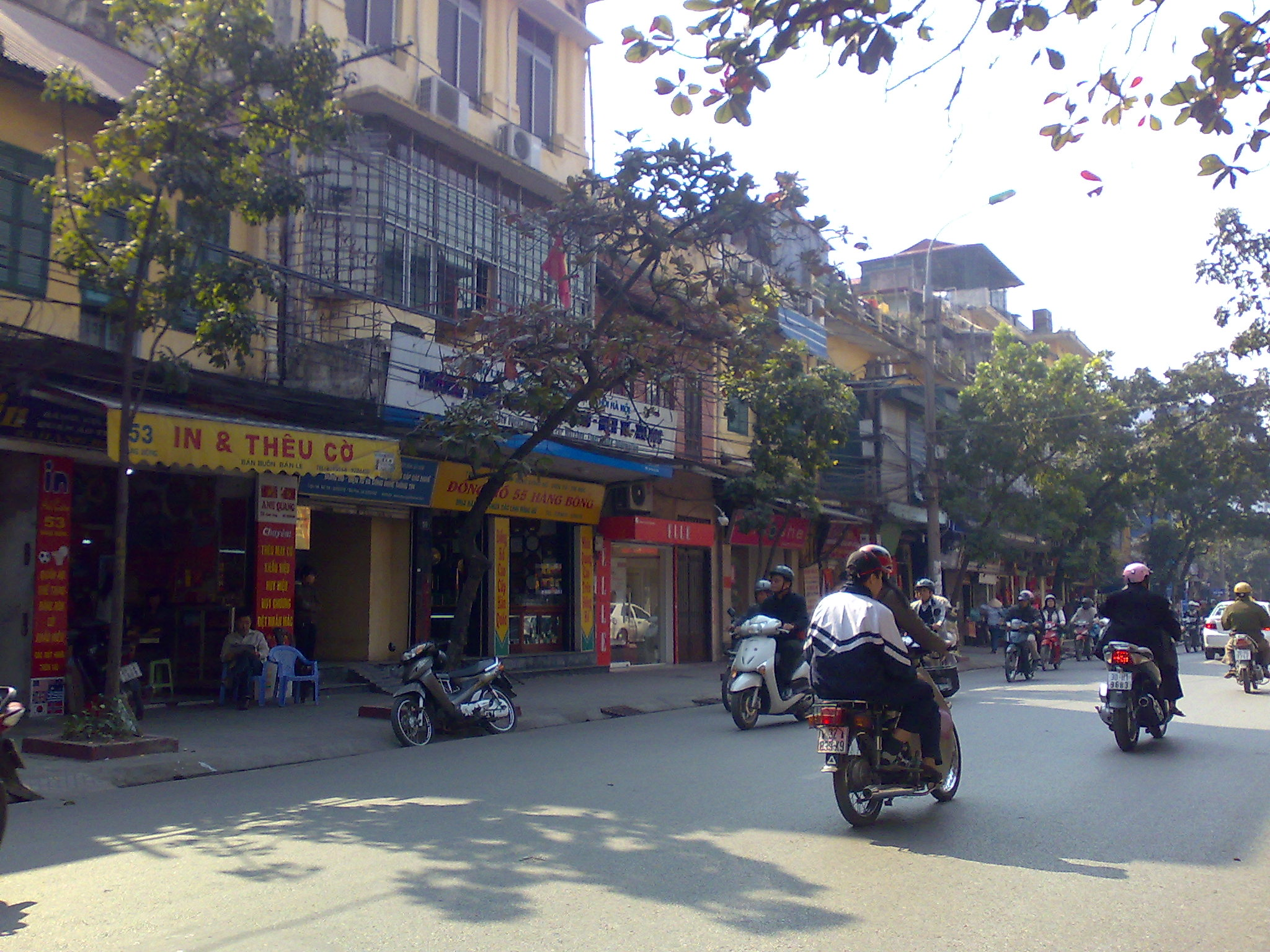
Các ngôi nhà phố thương mại trên phố Hàng Bông, Hà Nội, Việt Nam

Một ngôi nhà phố thương mại hay căn hộ kinh doanh (tiếng Anh: Shophouse) là một loại kiến trúc nhà ở thường thấy tại các đô thị ở khu vực Đông Nam Á và miền nam Trung Quốc. Nhà phố thương mại thường cao từ hai đến ba tầng, trong đó tầng trệt dùng để buôn bán, mở cửa hàng, còn các tầng trên dùng làm nơi ở cho gia chủ. Phong cách nhà ở đa dụng này có dấu ấn lịch sử từ thời các đô thị cổ ở khu vực Đông Nam Á.
Thuật ngữ này trở nên phổ biến từ những năm 1950. Các biến thể của nhà phố thương mại có thể được tìm thấy ở nhiều nơi khác trên thế giới. Tại miền Nam Trung Quốc, Hồng Kông và Ma Cao có một loại kiến trúc tương tự được gọi là Tong lau, trong khi ở Sri Lanka, những thị trấn và thành phố cũng có những kiến trúc tương tự.

## Thiết kế và tính năng

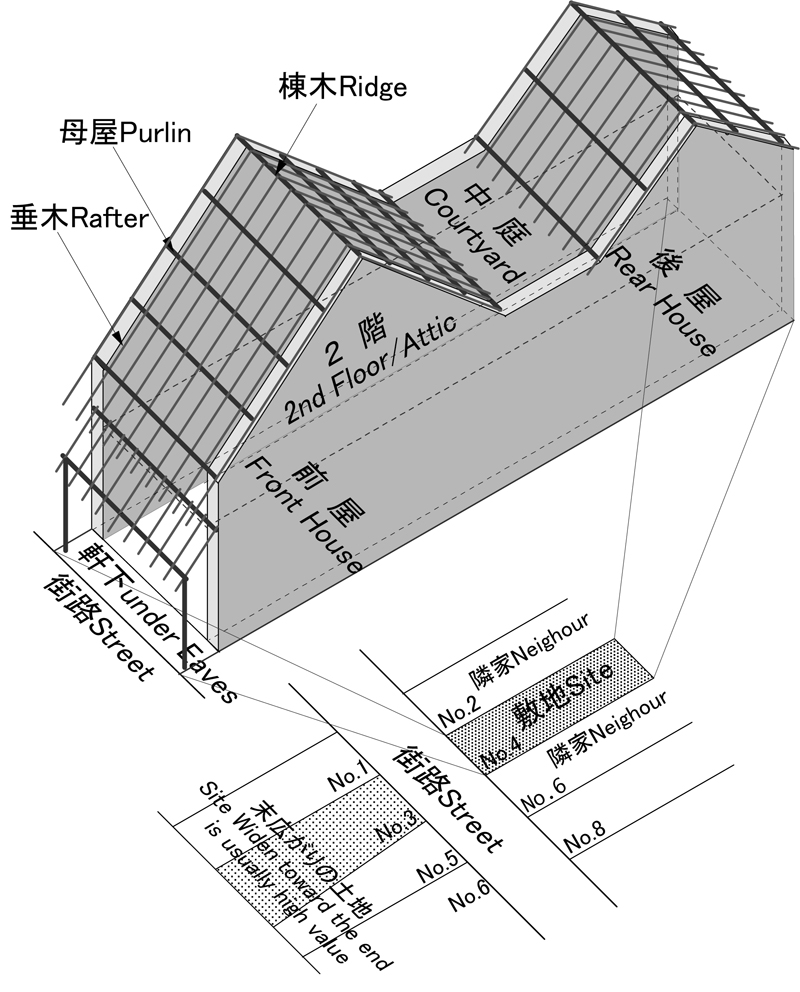
Nguyên mẫu nhà phố thương mại

- Vị trí và quy hoạch: Nhà phố thương mại đại diện cho một mô hình thiết kế tiện lợi cho cư dân đô thị, cung cấp cả không gian sống và kinh doanh nhỏ. Shophouse thường có thiết kế hẹp và sâu, tối ưu hóa khả năng kinh doanh đa dạng dọc theo con phố. Mỗi tòa nhà có diện tích mặt tiền và chiều sâu nhỏ. Khu vực phía trước tiếp giáp với con phố được thiết kế sang trọng, tạo không gian lý tưởng cho khách hàng, trong khi khu vực phía sau là không gian thông thường phục vụ cho các thành viên trong gia đình, bao gồm nhà vệ sinh, phòng tắm, nhà bếp và hạ tầng.
- Hàng hiên: Trước cửa nhà, bạn có thể thấy hàng hóa được trưng bày, được che chắn bởi hàng hiên để bảo vệ khỏi nắng và mưa. Hàng hiên cũng được sử dụng như một không gian tiếp khách. Đối với chủ nhà và khách hàng, các hàng hiên dọc theo con phố là một khu vực quan trọng. Tuy nhiên, chúng không được kết nối với nhau để tạo thành một hàng cột liên tục, trừ khi có thiết kế đặc biệt. Nếu có hàng cột trong thiết kế, chúng sẽ tạo thành một con đường bốn bề.
- Sân và tầng trên: Nhà phố thương mại truyền thống thường có từ 1 đến 3 tầng. Các cửa hàng thường được xây dựng giữa các tường chung với các ngôi nhà khác. Phần trên của nhà được sử dụng cho các hoạt động hàng ngày. Để đảm bảo không gian thông thoáng, một sân trong như giếng trời được đặt ở giữa phía trước và phía sau của ngôi nhà.[7]

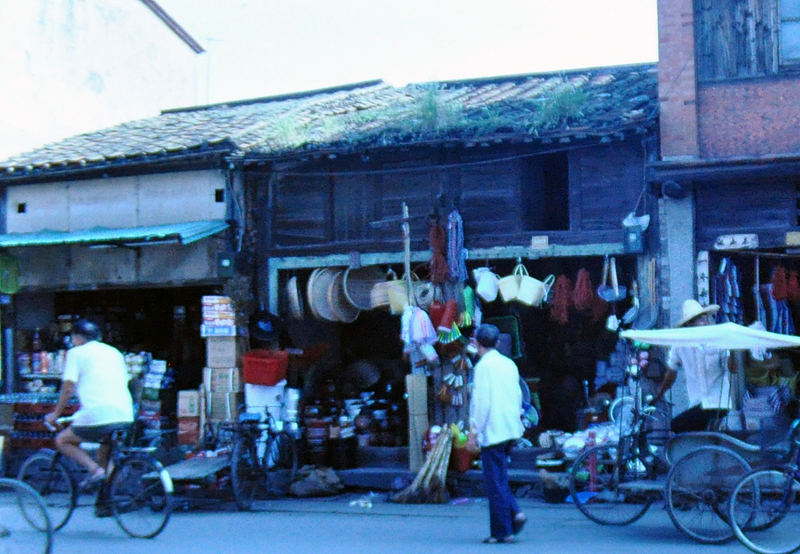
Cửa hàng nhà ở, Quanzhou, Trung Quốc, 1992.
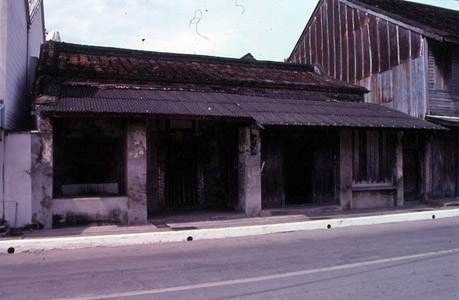
Cửa hàng nhà ở, Pattani, Thái Lan, 1992.
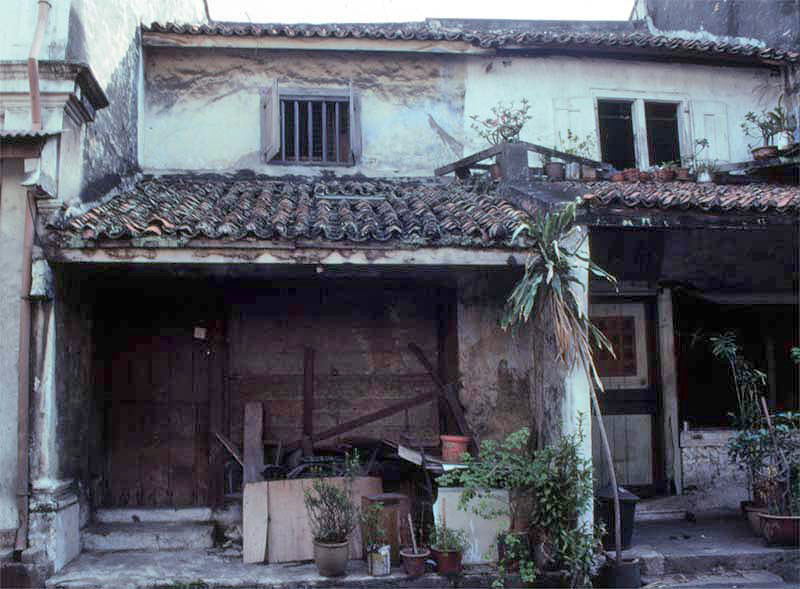
Cửa hàng nhà ở, Melaka, Malaysia, 1992.
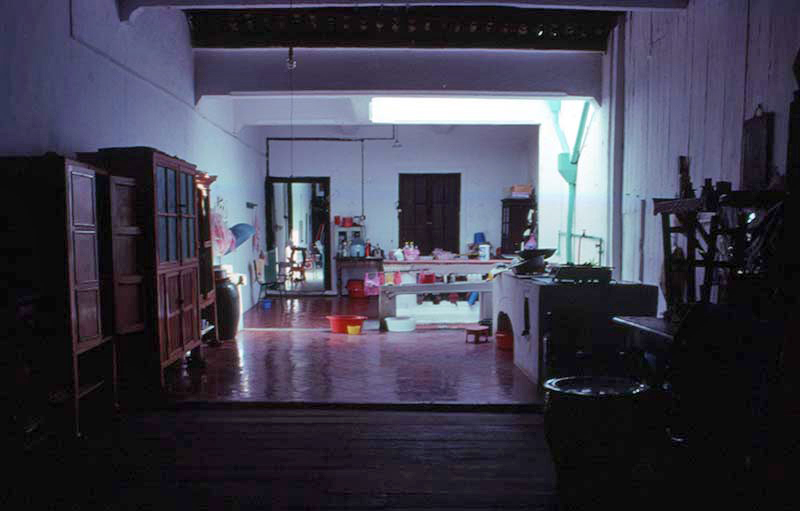
Sân trong của cửa hàng nhà ở, Melaka, Malaysia, 1990.
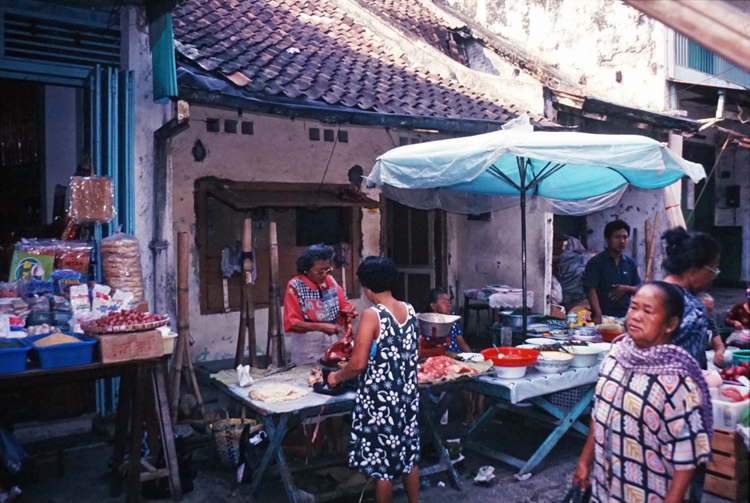
Cửa hàng nhà ở tại Pecinan, Semarang, 1991.
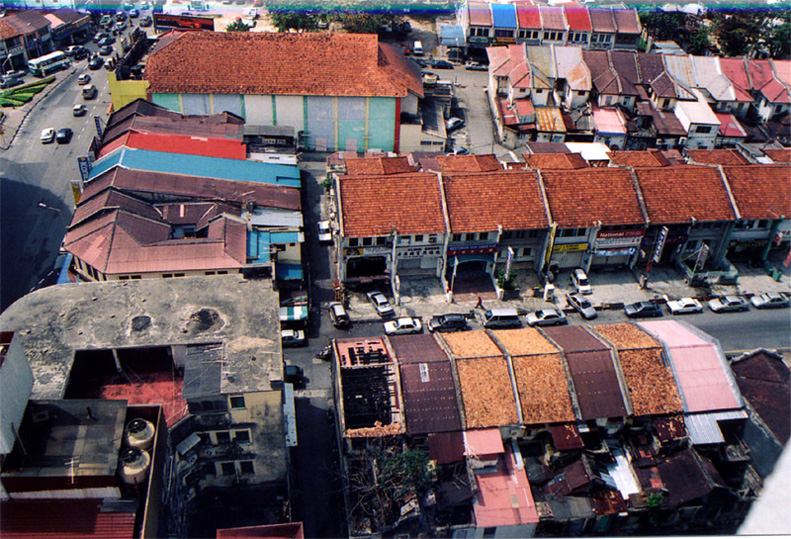
Các cửa hàng nhà ở thuộc thời kỳ thực dân với đường hẻm phía sau ở George Town, Penang, 1991.
Các cửa hàng nhà ở trải dài ở Binondo, Manila, Philippines, 1915.

### Lối đi có mái che

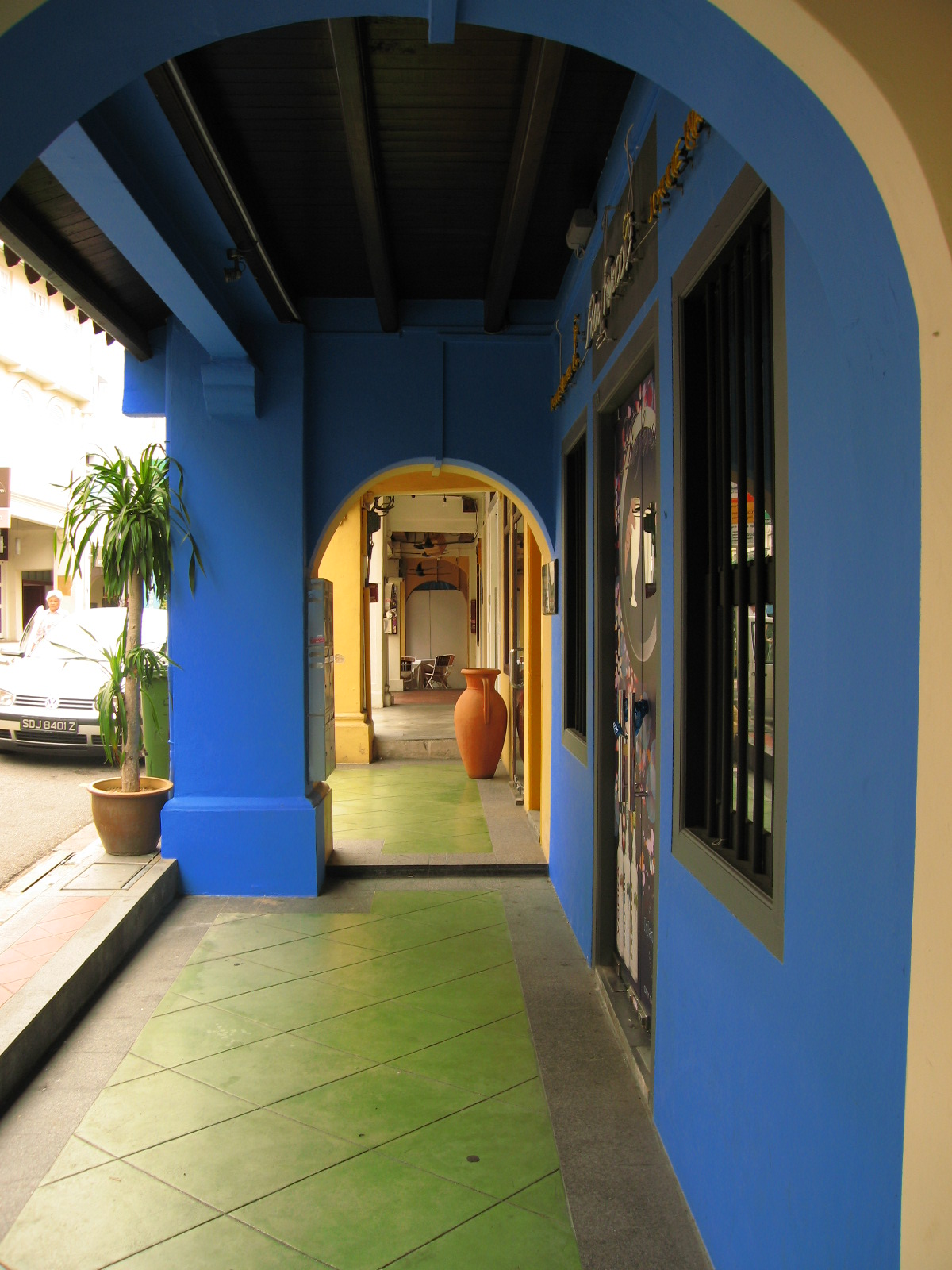
A five-foot way in Singapore

Vào năm 1822, Sir Stamford Raffles đã ban hành hướng dẫn cho việc quy hoạch Thị trấn Singapore. Hướng dẫn này đòi hỏi mỗi ngôi nhà phải có một "hàng hiên có độ sâu nhất định, luôn mở cửa như một lối đi liên tục và có mái che ở cả hai bên đường".  Ý tưởng này đã tạo ra một cảnh quan thị trấn đồng nhất và đẹp mắt ở Singapore, với các hàng hiên hoặc cột tạo thành một lối đi công cộng liên tục. Sau đó, nguyên tắc này cũng được áp dụng ở các khu định cư Eo biển khác, nơi nó được gọi là "lối năm bộ" và trở thành yêu cầu bắt buộc. TĐiều này đã trở thành một đặc điểm nổi bật của kiến trúc các tòa nhà theo phong cách định cư Eo biển. Ngoài ra, ý tưởng này đã lan rộng sang các nước Đông Nam Á khác vào cuối thế kỷ 19, bao gồm Thái Lan và Philippines, cùng với một số quốc gia Đông Á khác.
Lối đi có mái che được tìm thấy trong một loại kiến trúc gọi là qilou, phát triển chủ yếu ở miền Nam Trung Quốc, Đài Loan và Hồng Kông dưới ảnh hưởng của các cửa hàng buôn bán ở Singapore. Đài Bắc, Đài Loan và miền Nam Trung Quốc, dưới sự cai trị của Nhật Bản và Trung Hoa Dân Quốc, cũng áp dụng các quy định tương tự, yêu cầu một không gian lớn hơn.  Năm 1876, chính quyền thuộc địa Hồng Kông cho phép chủ nhà xây dựng các phần nhô ra phía trên hàng hiên (vỉa hè công cộng ở Hồng Kông thuộc địa) để tạo thêm không gian sinh hoạt , mặc dù không có ý định tạo ra cảnh quan thị trấn thống nhất và đồng nhất..

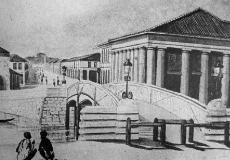
Đường đi với hàng cột, Singapore, khoảng năm 1840.
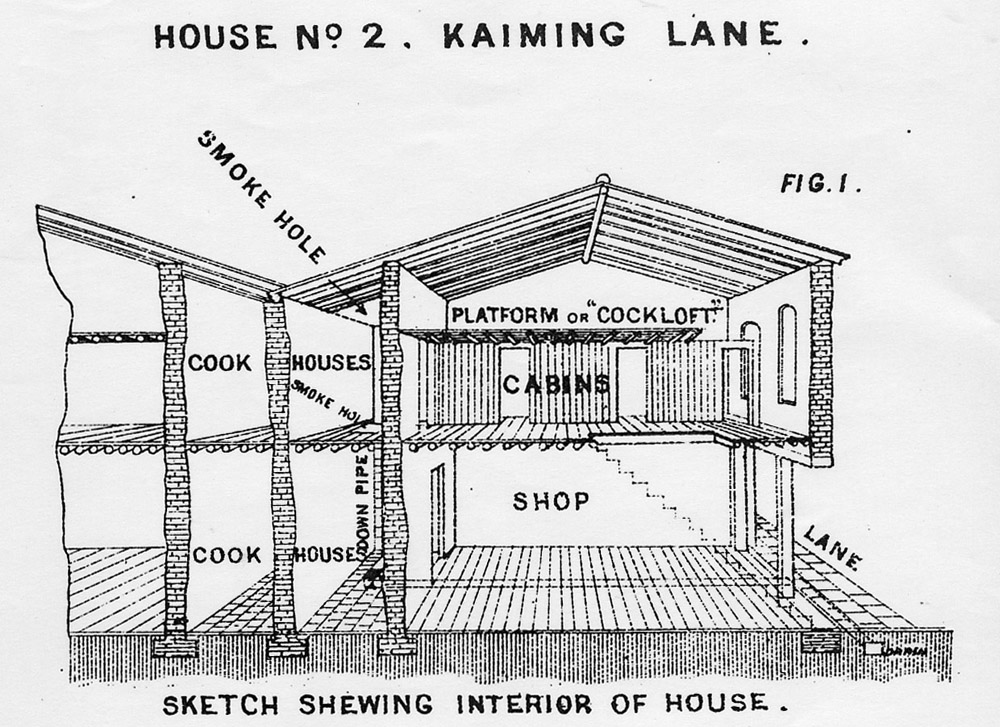
Cửa hàng nhà ở ở Hồng Kông trước quy định về Hành lang, Báo cáo của O. Chadwick, 1882.
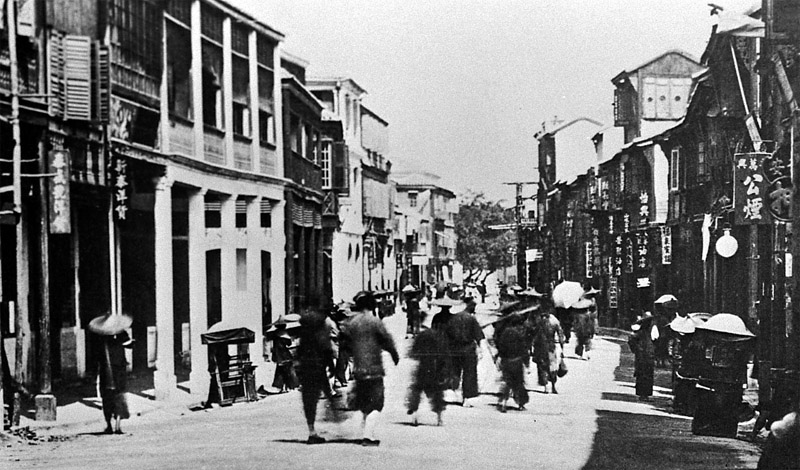
Cửa hàng nhà ở ở Hồng Kông sau quy định về Hành lang, khoảng năm 1905.
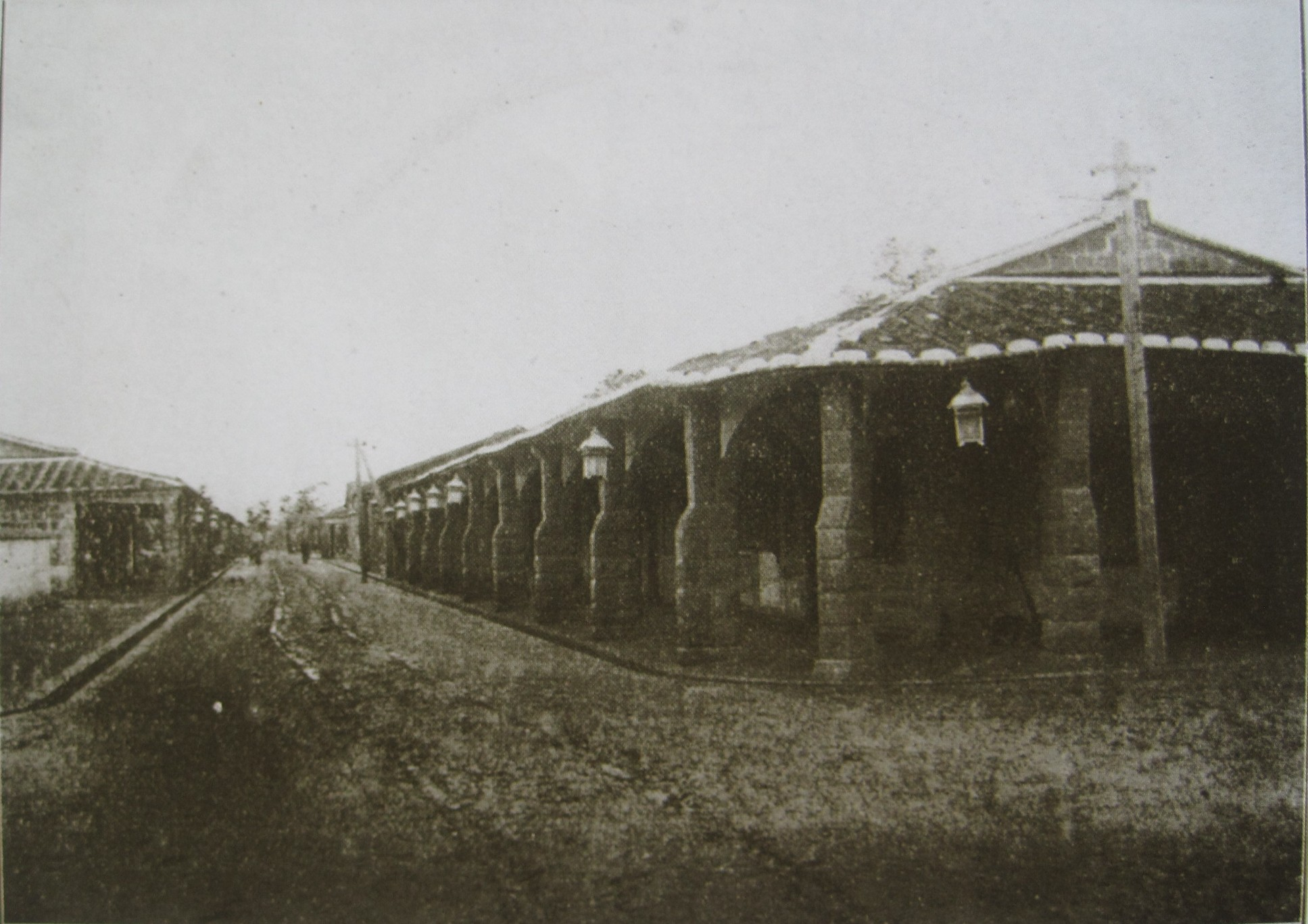
Cửa hàng nhà ở ở Cishan, Đài Loan.
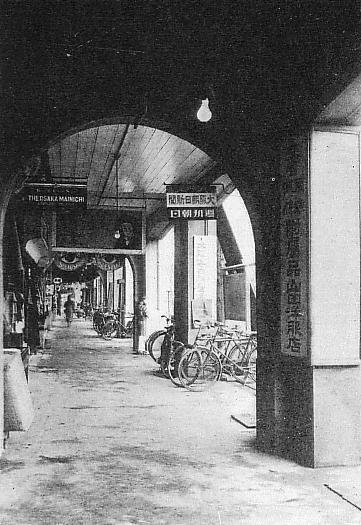
Cửa hàng nhà ở ở Đài Bắc, Đài Loan, khoảng năm 1930.
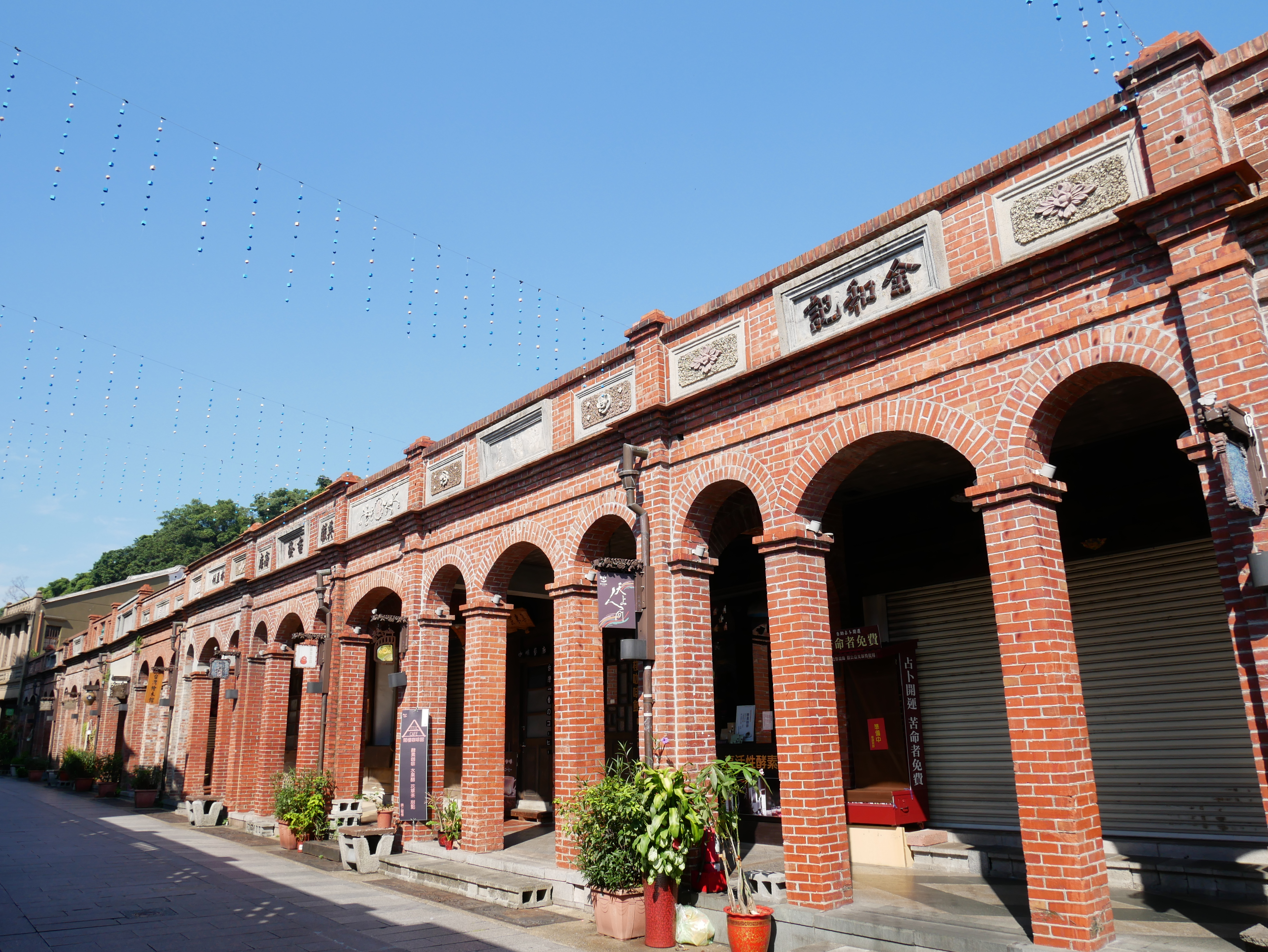
Cửa hàng nhà ở ở Sanxia, Đài Loan.
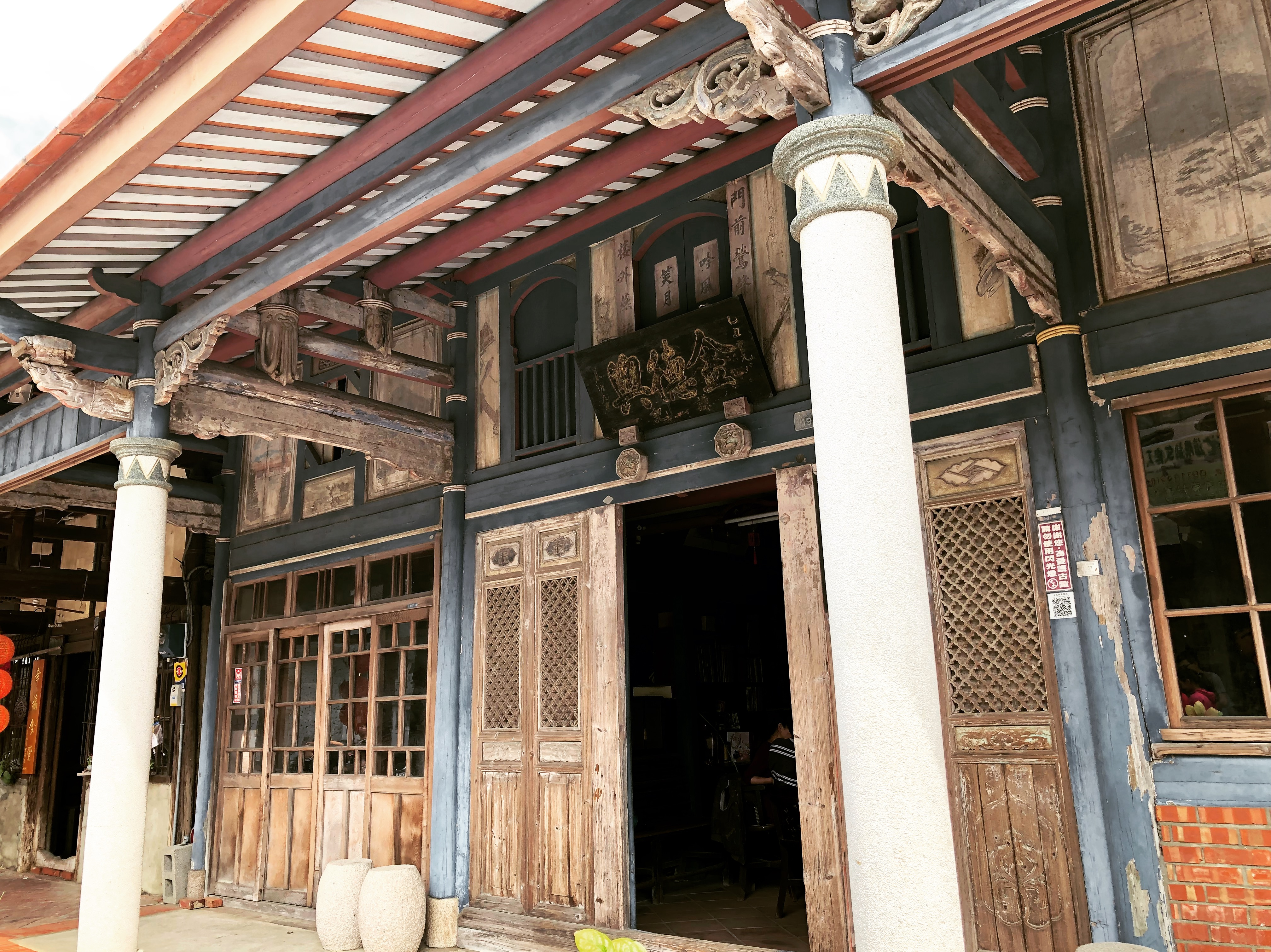
Cửa hàng nhà ở ở Jingliao, Tainan, Đài Loan.

### Thiết kế mặt tiền
Mặt tiền của tòa nhà và đôi khi các cột trụ có thể được trang trí. Trang trí mặt tiền lấy cảm hứng từ các truyền thống Trung Quốc, Châu Âu và Mã Lai, nhưng thường có ảnh hưởng Châu Âu nhiều hơn.  Các họa tiết trang trí châu Âu bao gồm các đường gờ hình quả trứng và các hình vẽ phức tạp như phi tiêu, cùng với các chữ hoa dựa trên kiểu Ionic hoặc Corinthian trên các tấm hoa văn trang trí. Mức độ trang trí của một cửa hàng phụ thuộc vào sự giàu có của chủ nhân và khu vực xung quanh; các cửa hàng ở các thành phố và thị trấn phát triển nhanh thường có trang trí phức tạp hơn so với các cửa hàng ở nông thôn.
Trong khoảng từ năm 1930 đến 1950, phong cách Art Deco và Streamline Moderne trở nên rất phổ biến. Chúng có các đặc điểm nổi bật như các đường nét mượt mà và hiện đại. Từ những năm 1950 đến 1980, xu hướng thiết kế thay đổi sang các biến thể hiện đại hơn, không sử dụng nhiều trang trí mà tập trung vào các hình học và kiểu dáng thực dụng. Các phong cách này được lấy cảm hứng từ phong cách Quốc tế và Brutalist. Từ những năm 1990, xu hướng thiết kế đã tiến xa hơn với sự pha trộn của phong cách hậu hiện đại và phục hưng.

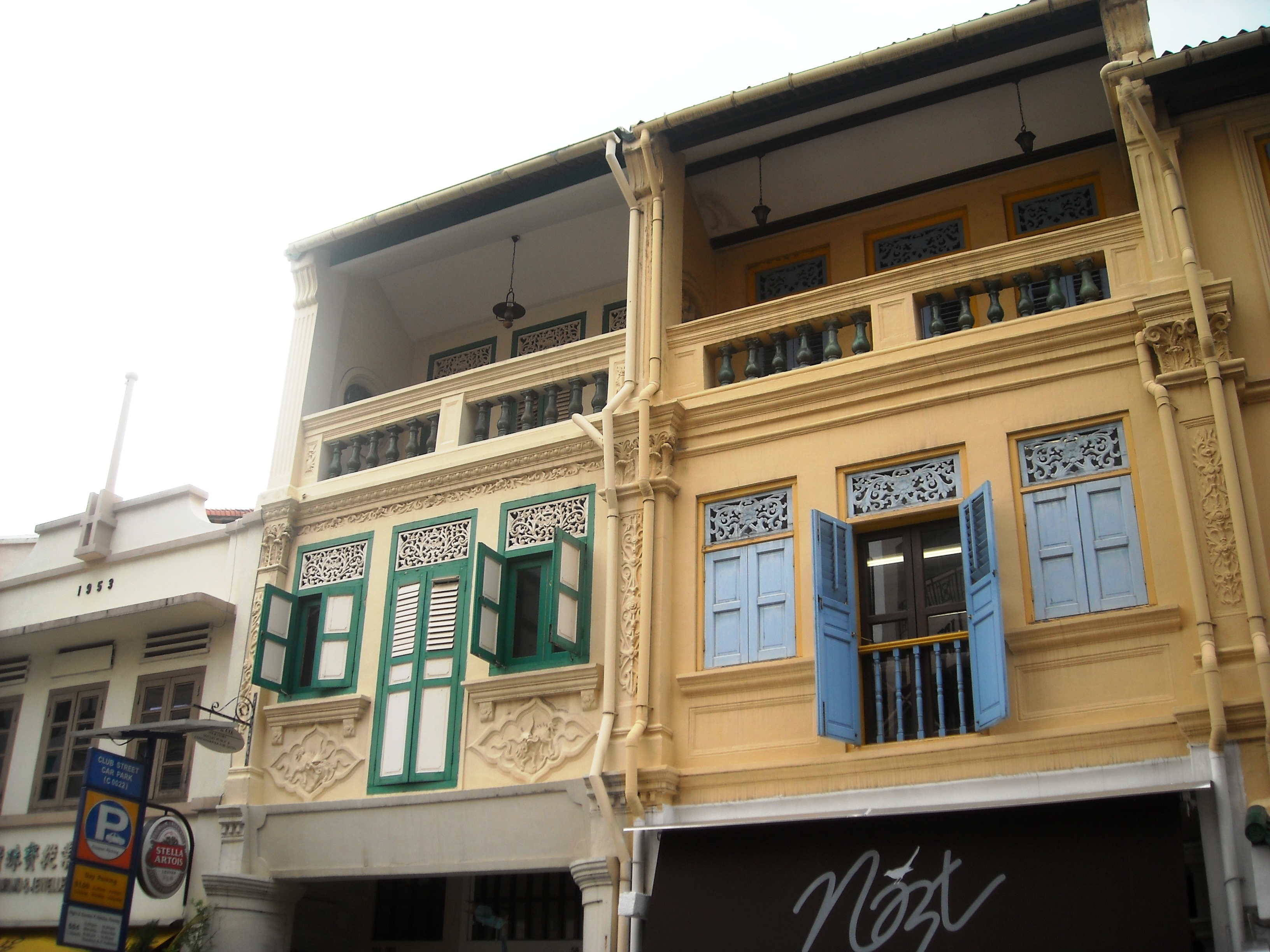
Các cửa hàng nhà ở ở Singapore
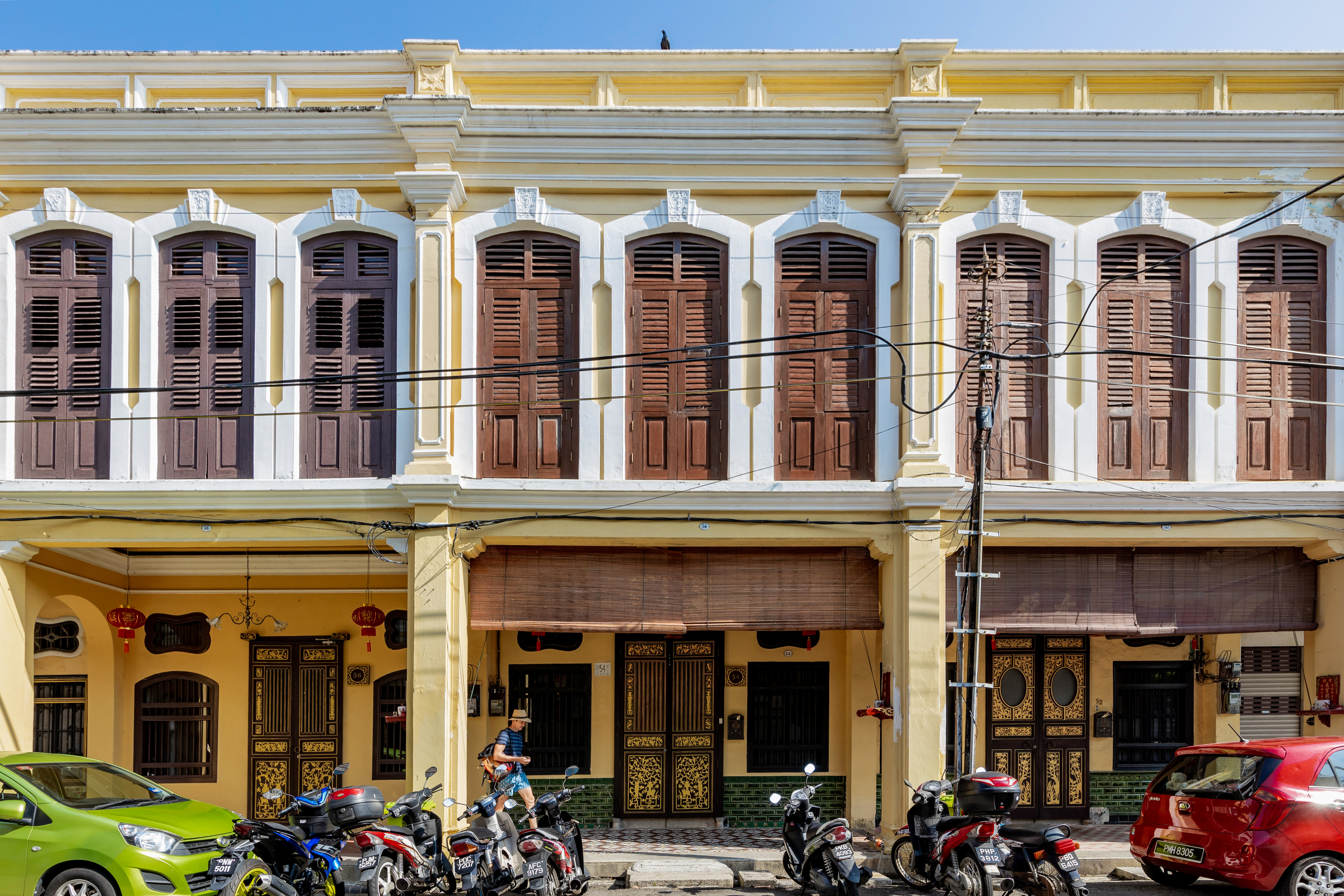
Cửa hàng nhà ở ở Penang
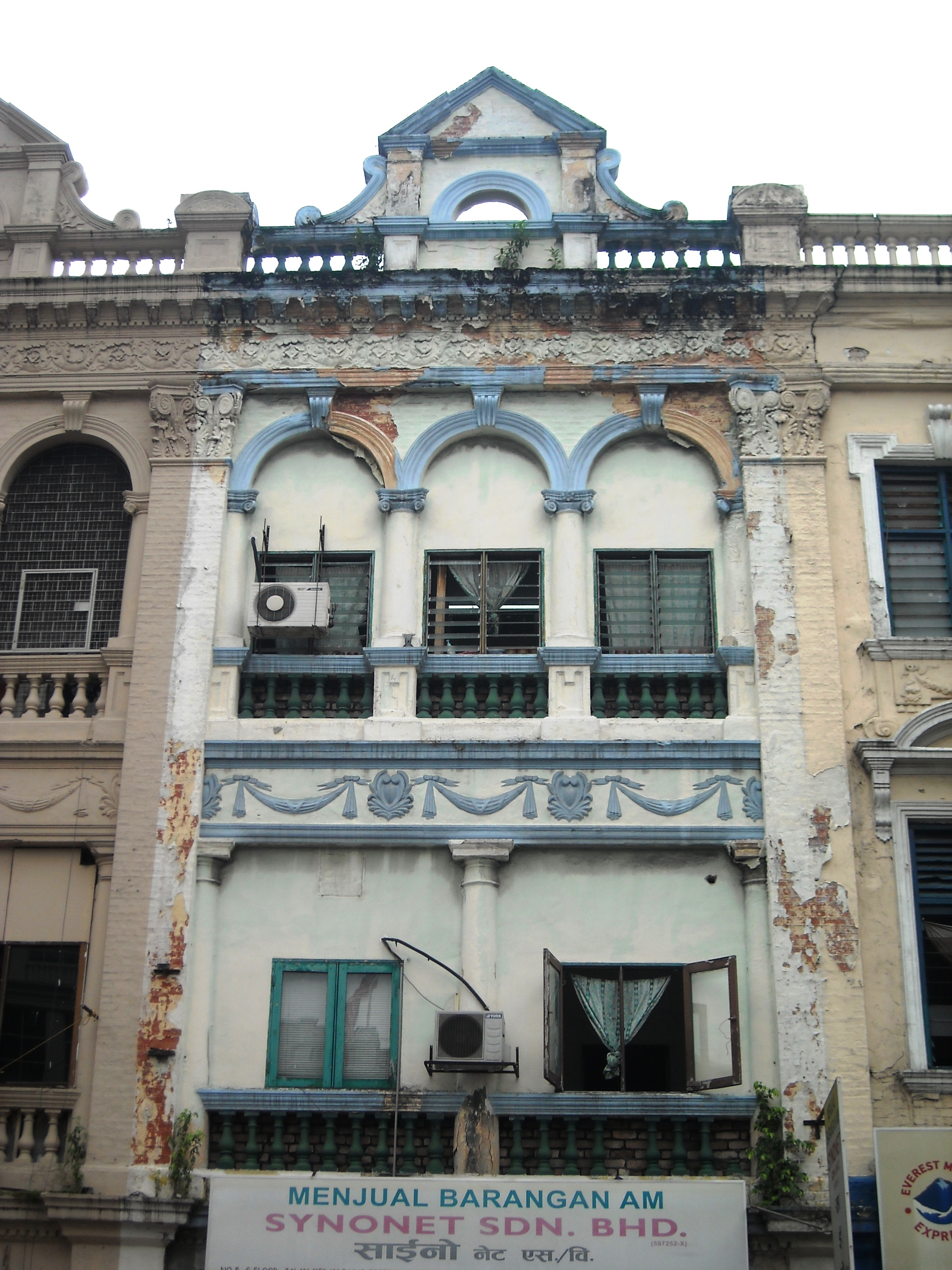
Cửa hàng nhà ở ở Kuala Lumpur
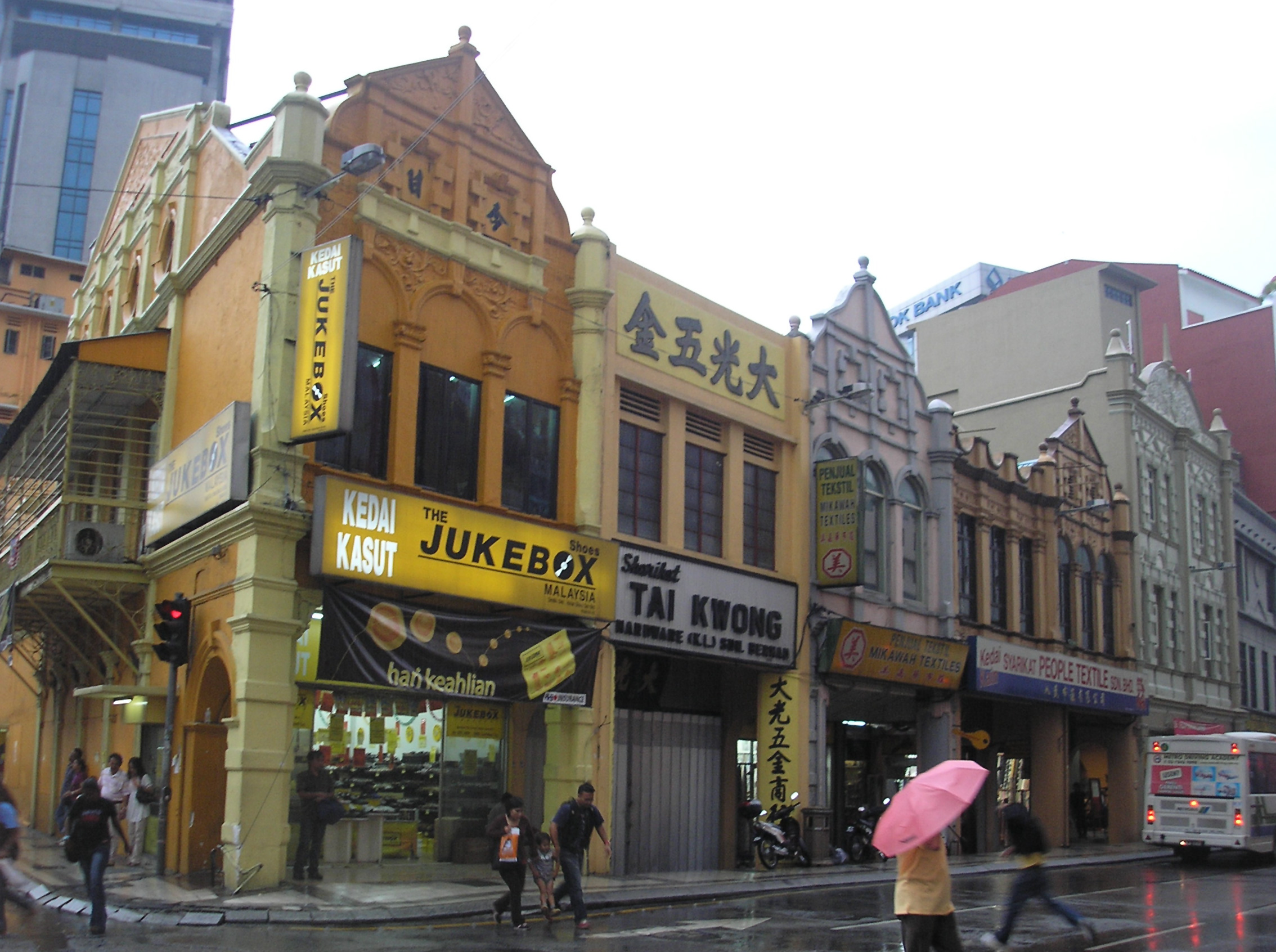
Các cửa hàng nhà ở ở Kuala Lumpur
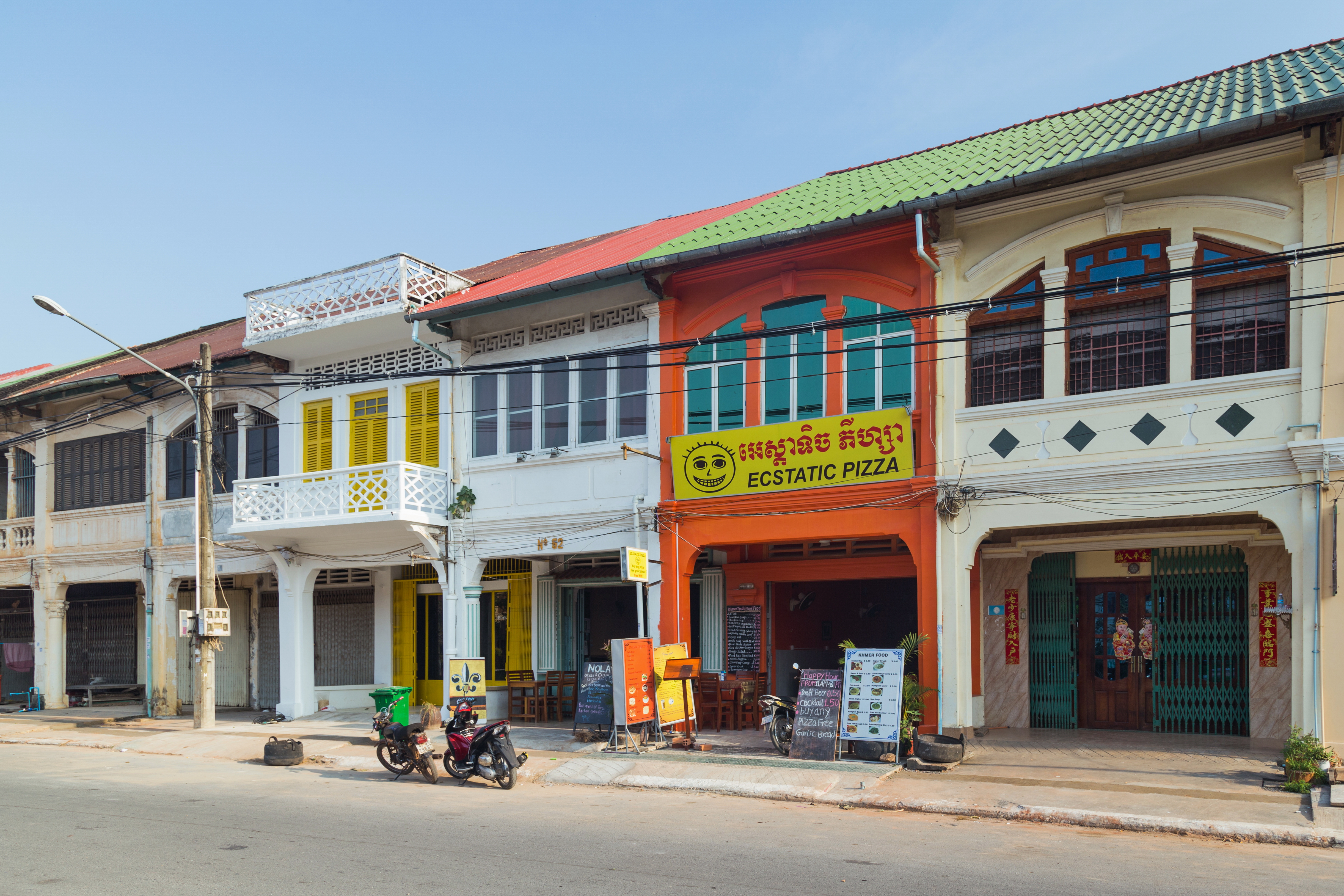
Cửa hàng nhà ở ở Kampot, Campuchia
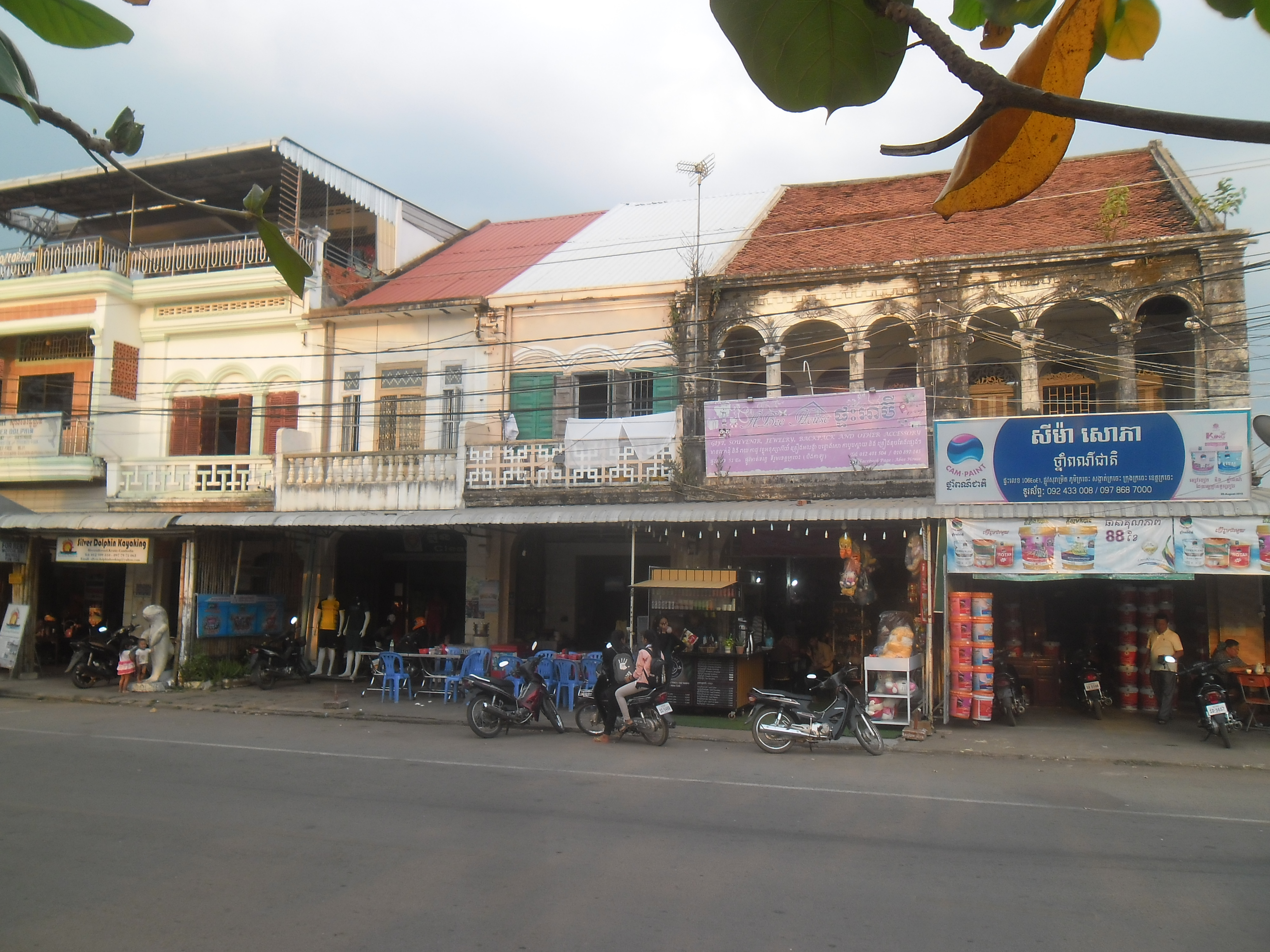
Cửa hàng nhà ở ở Kratie, Campuchia
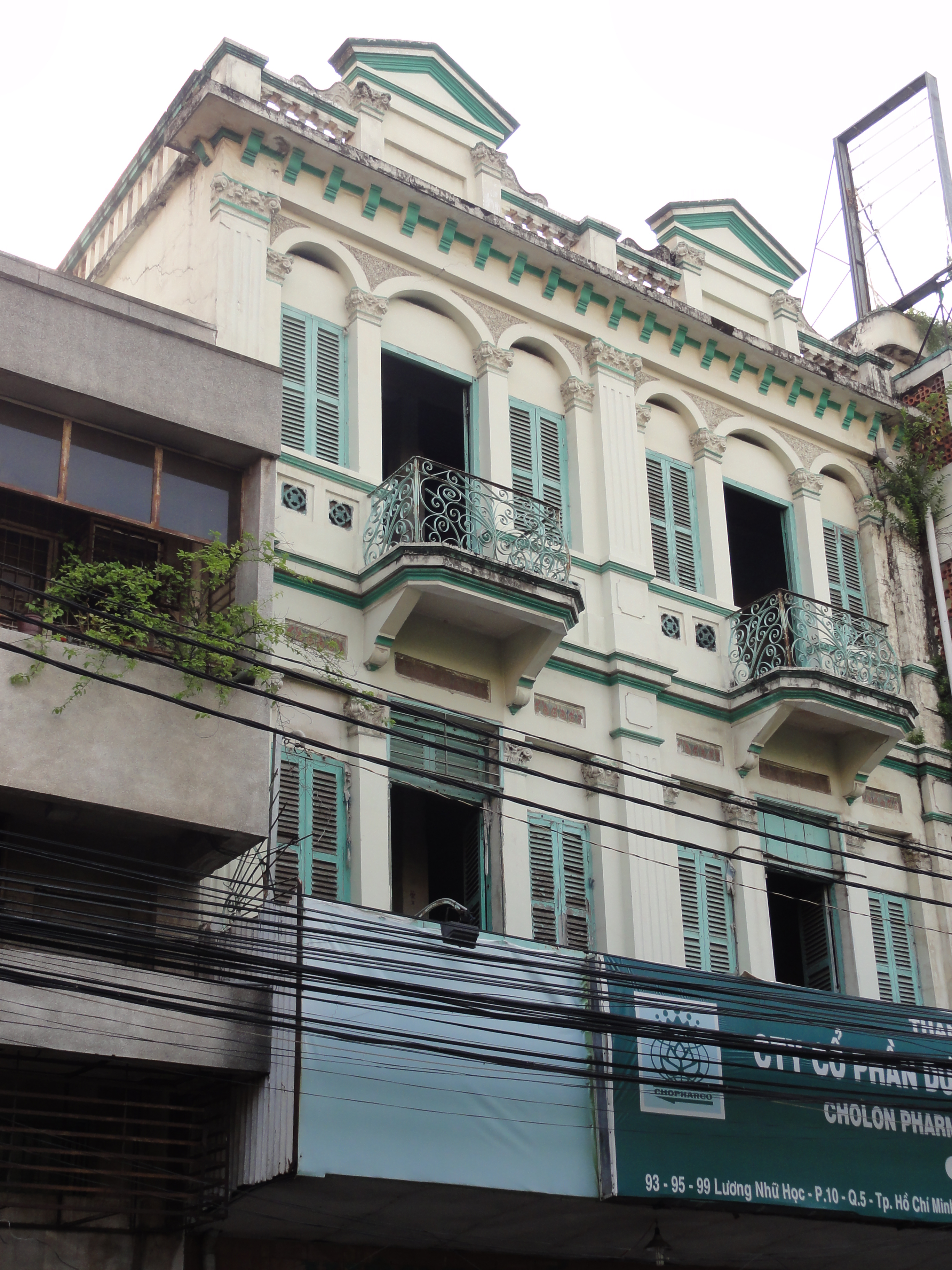
Cửa hàng nhà ở ở Chợ Lớn, Việt Nam
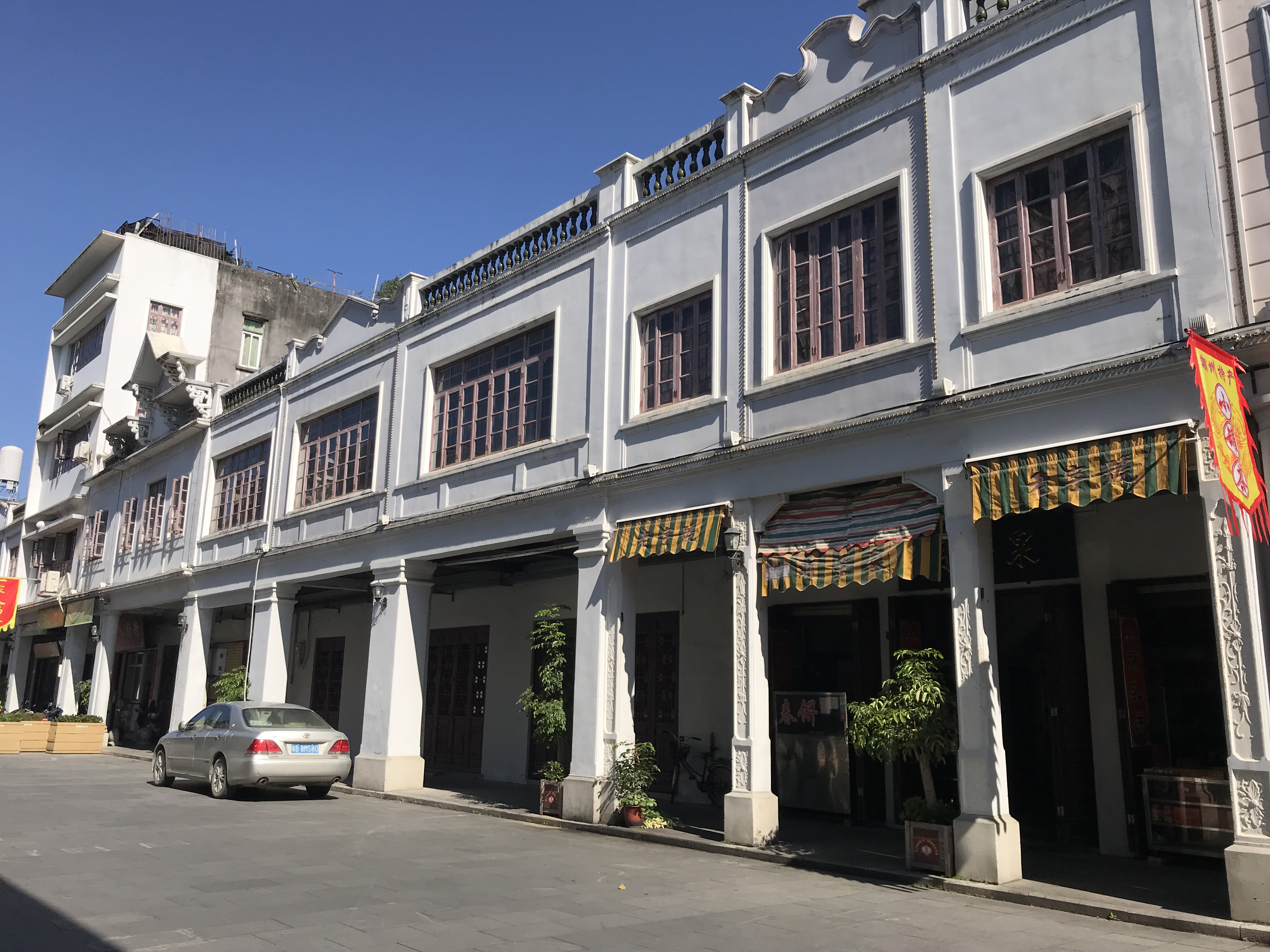
Cửa hàng nhà ở, Đường Paifang, Chaozhou
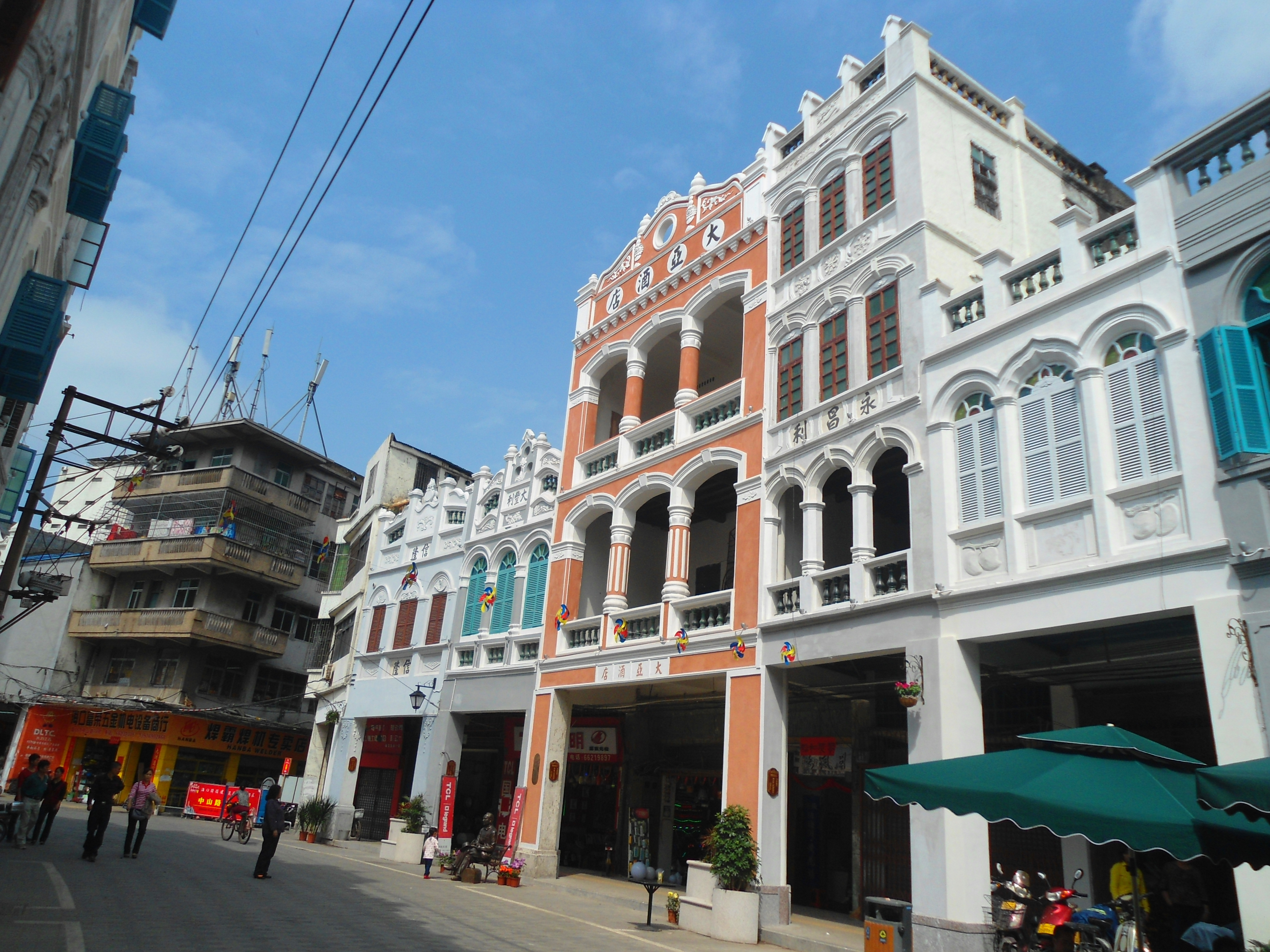
Đường Zhongshan, Haikou
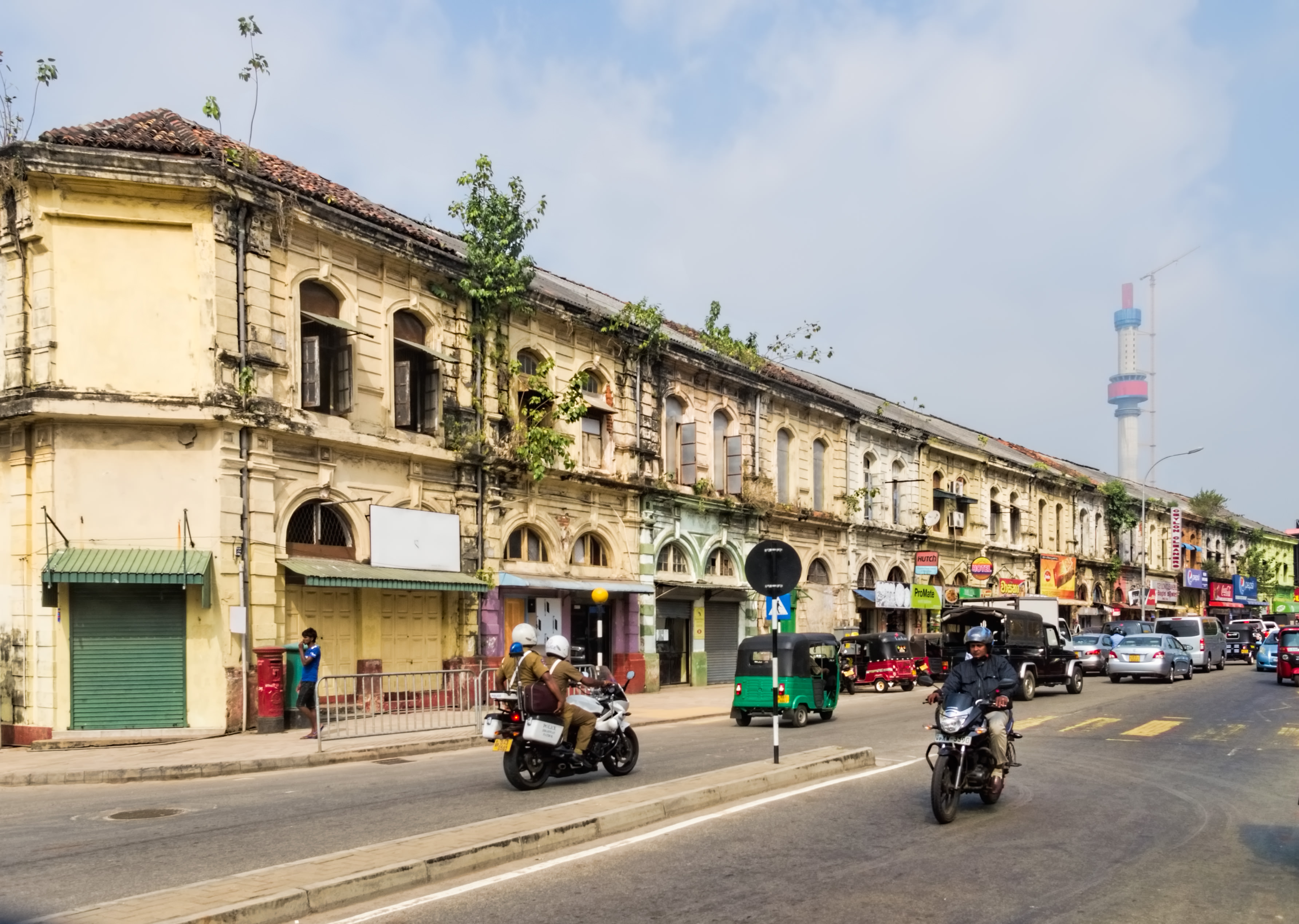
Cửa hàng nhà ở ở Colombo, Sri Lanka
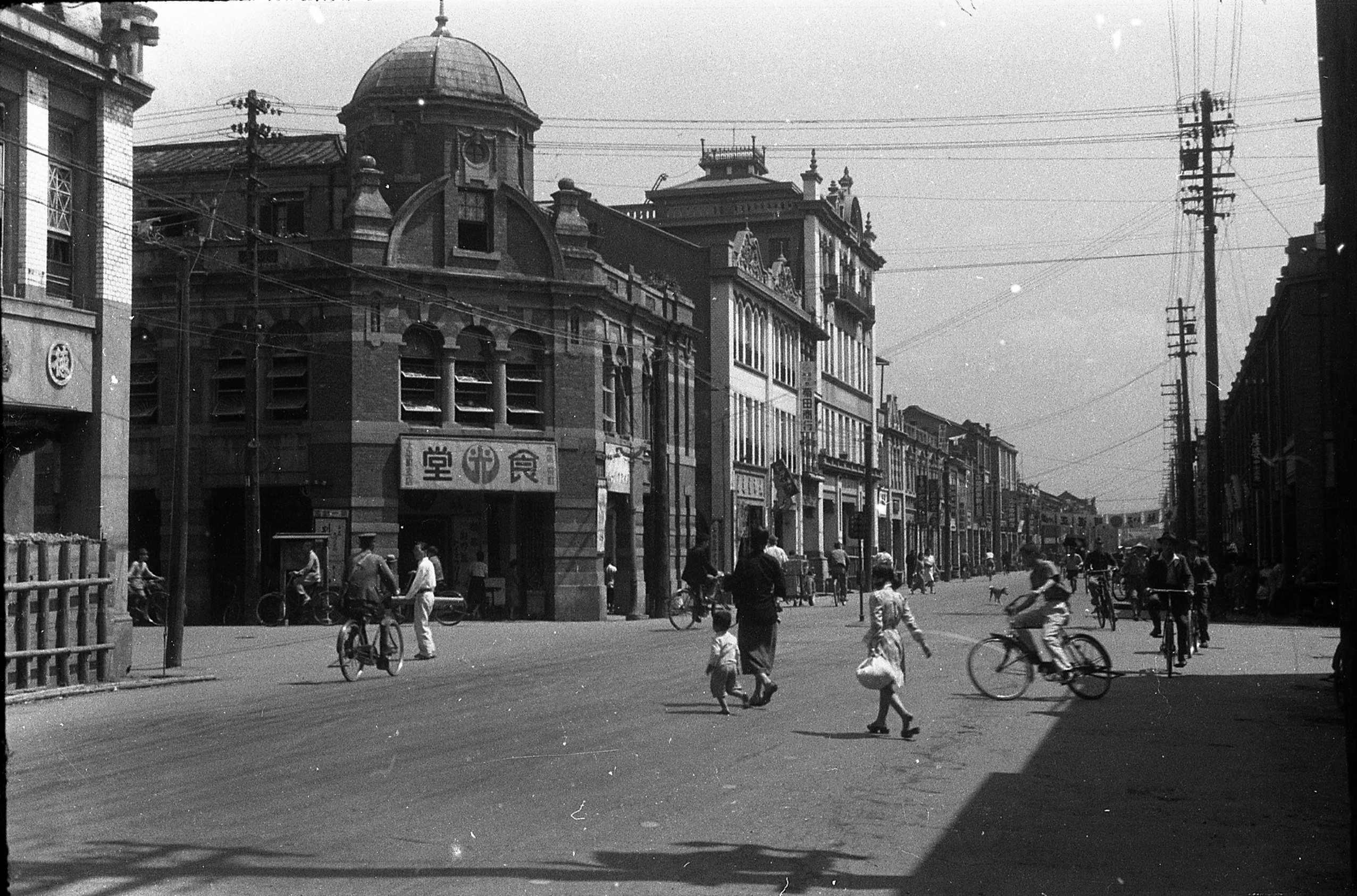
Cửa hàng nhà ở ở Twatutia, Đài Loan, khoảng năm 1940
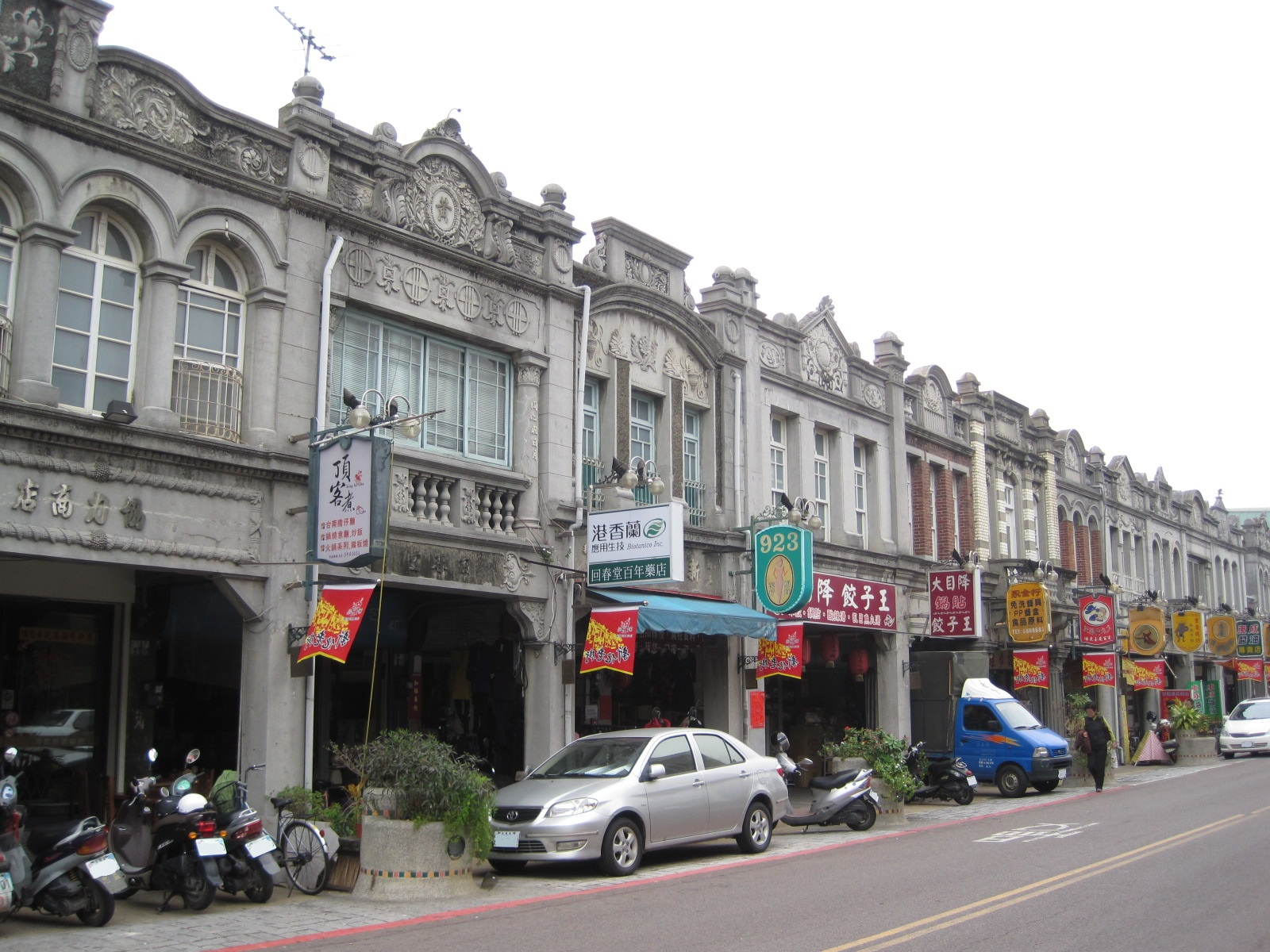
Cửa hàng nhà ở ở Xinhua Old Street, Đài Loan
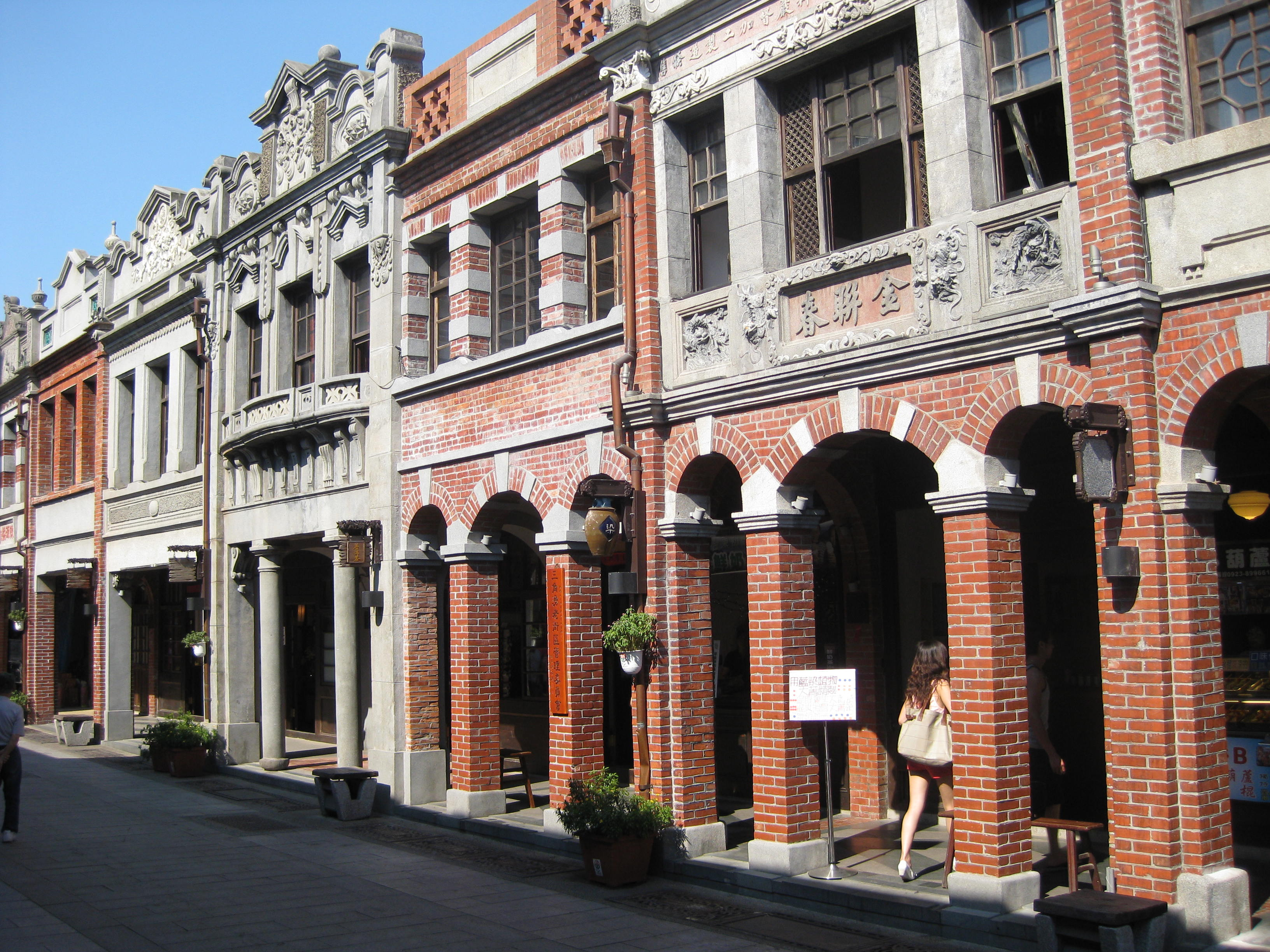
Cửa hàng nhà ở ở Sanxia, Đài Loan
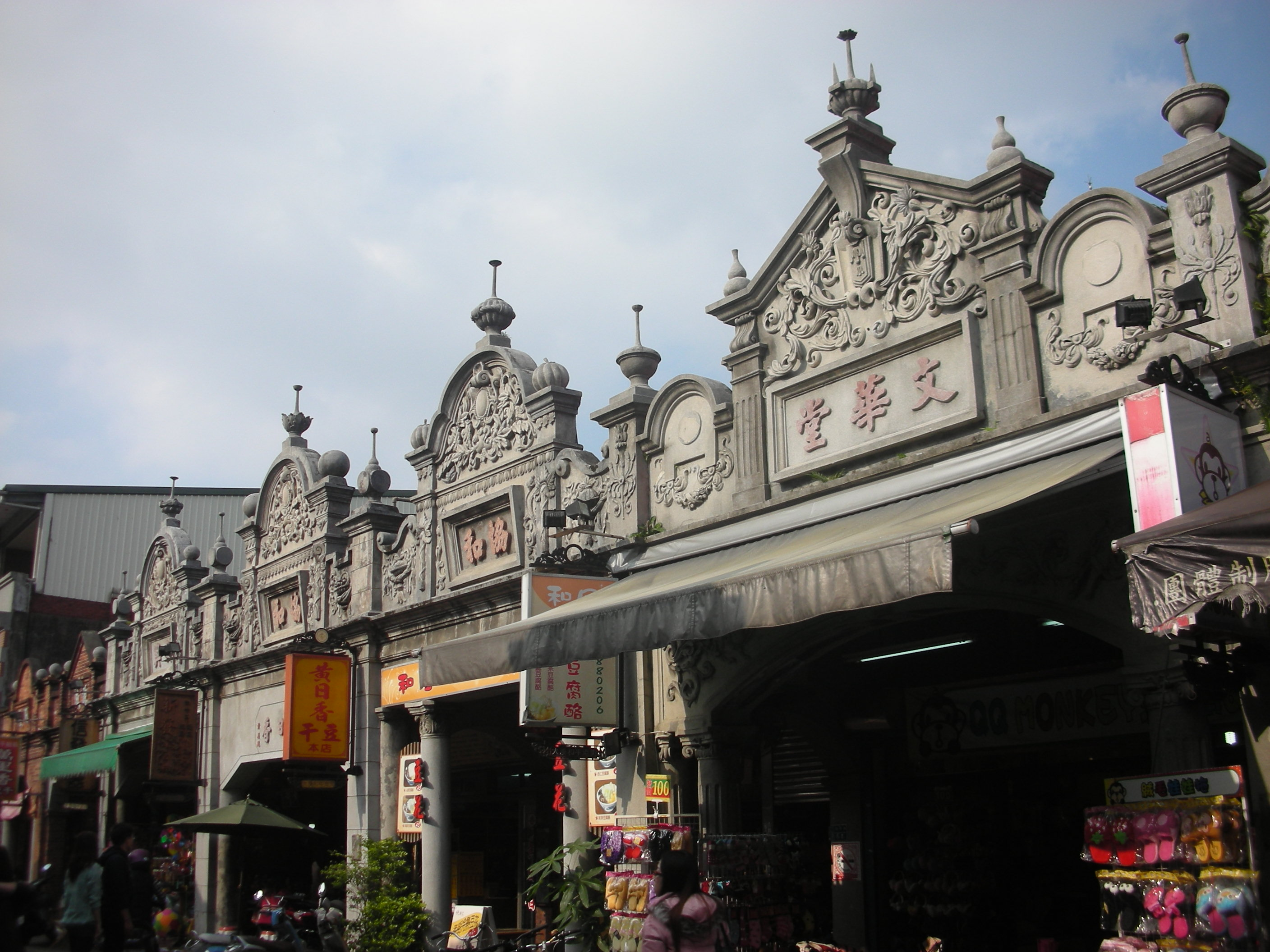
Cửa hàng nhà ở ở Daxi, Đài Loan
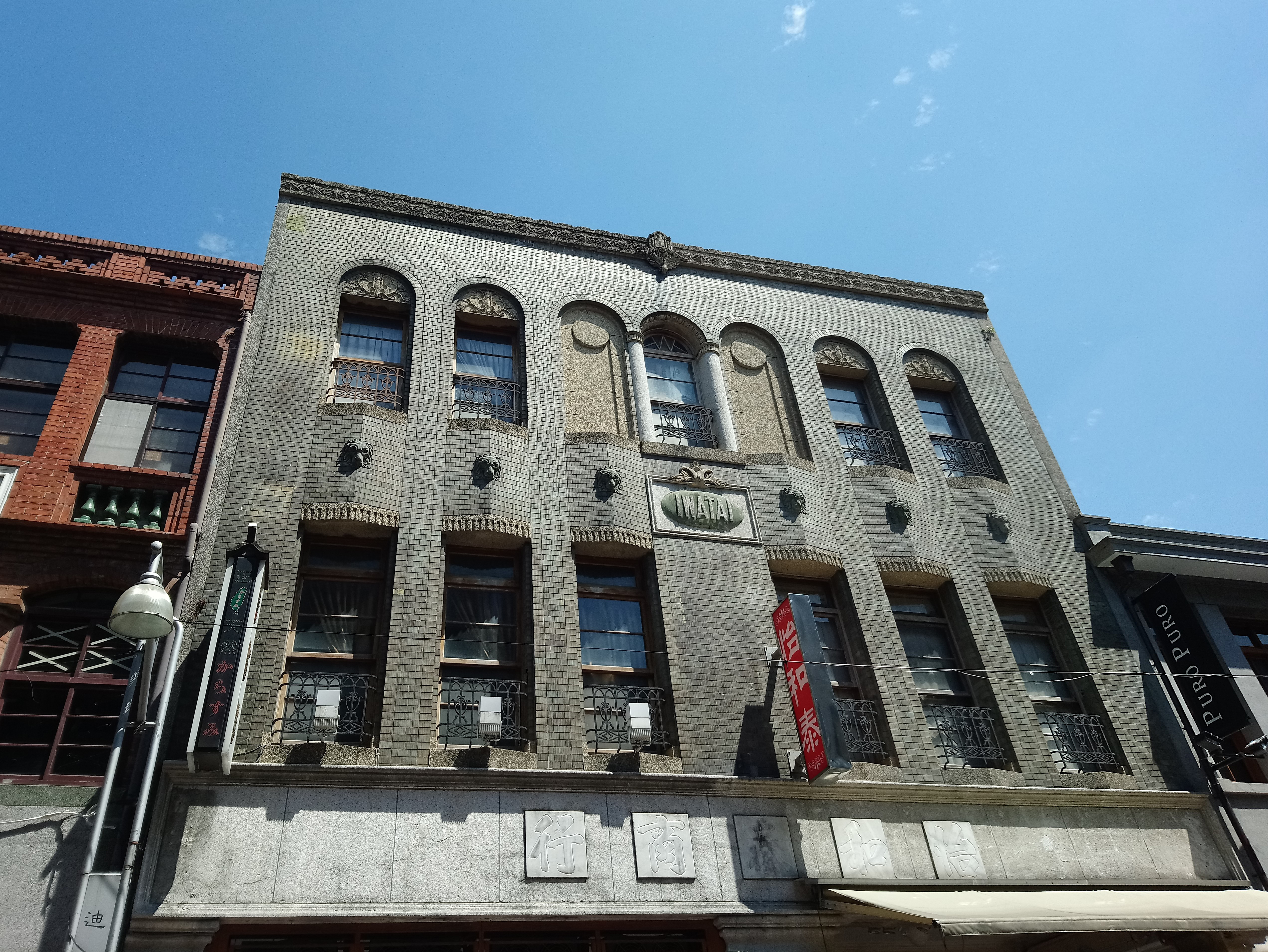
Cửa hàng nhà ở ở Twatutia, Đài Loan
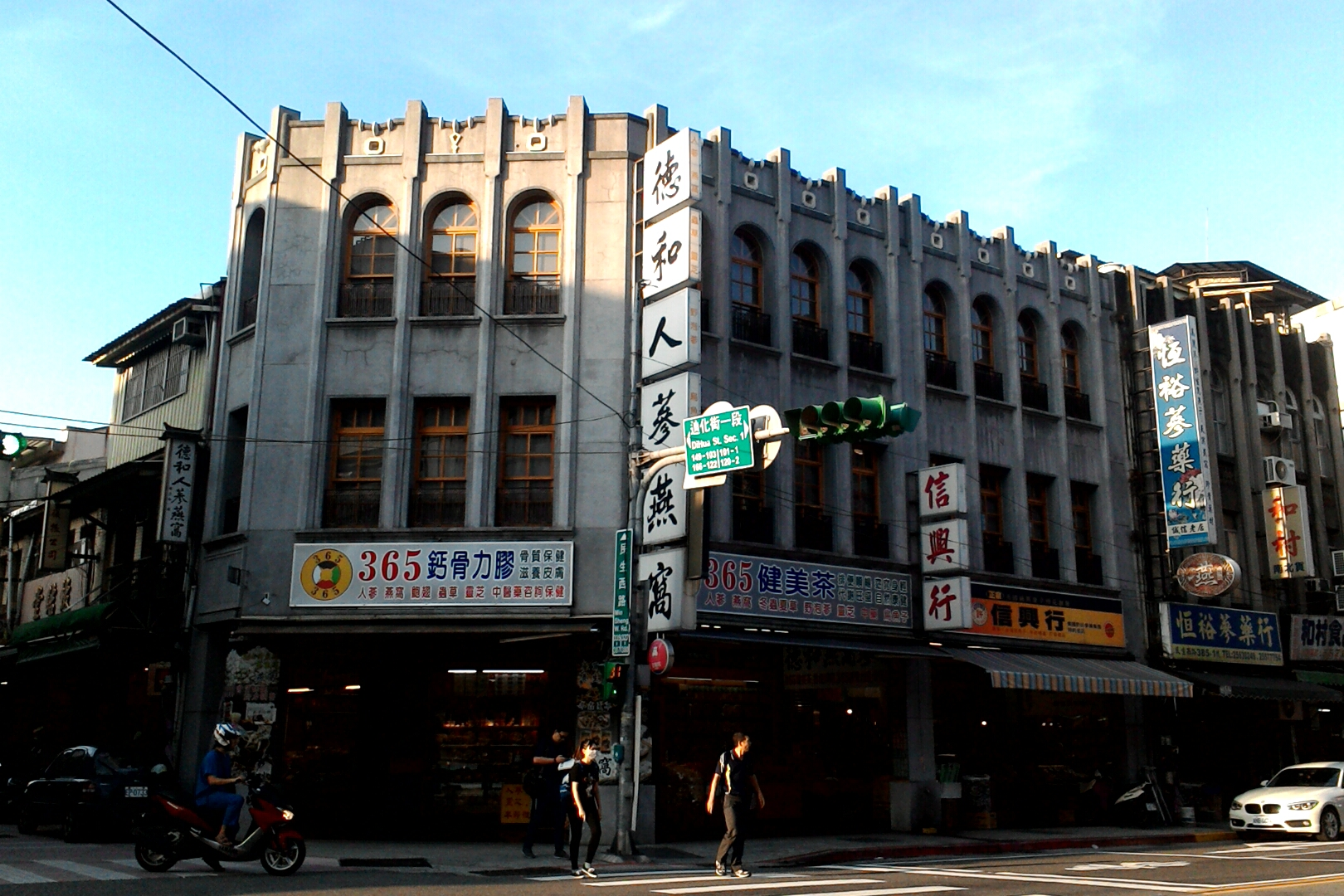
Cửa hàng nhà ở ở Twatutia, Đài Loan
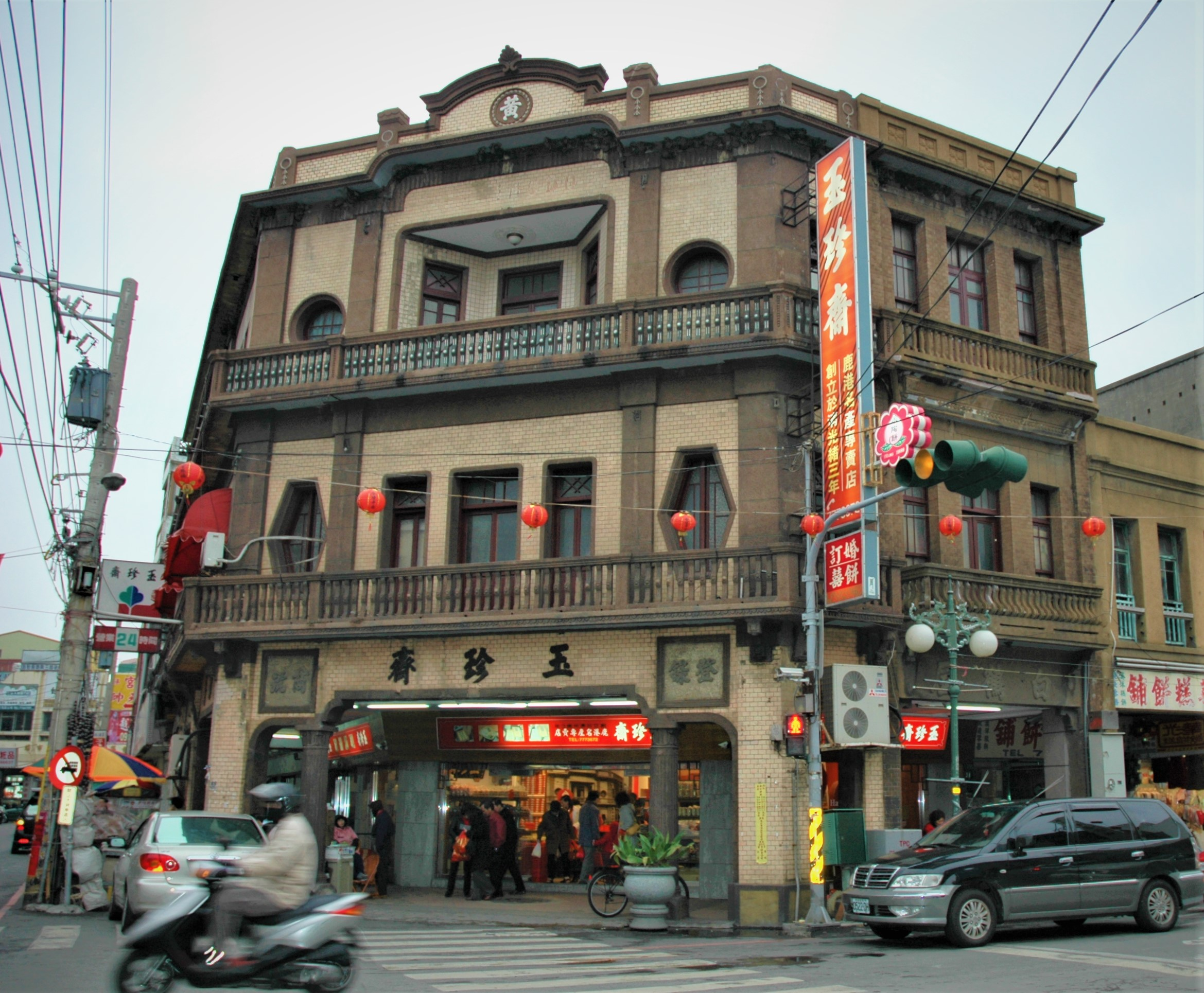
Cửa hàng nhà ở ở Lukang, Đài Loan

### Chức năng
Trong hầu hết các trường hợp, tầng trệt của các tòa nhà thương mại được sử dụng cho mục đích kinh doanh, trong khi các tầng trên dành cho mục đích sinh hoạt. Tầng trệt có thể được sử dụng làm cửa hàng, nhà hàng, văn phòng hoặc xưởng sản xuất. Nếu tầng trệt bao gồm các không gian chung (thường nằm phía sau), nó có thể được sử dụng làm nơi tiếp khách, phòng khách và không gian sinh hoạt chung cho gia đình, bao gồm bàn thờ tổ tiên. Khi khu định cư phát triển và dân số tăng, một số cửa hàng mặt tiền được sử dụng cho các dịch vụ chuyên nghiệp như phòng khám, nhà thuốc, văn phòng luật, cửa hàng cầm đồ và đại lý du lịch. Các cửa hàng ăn uống thường cung cấp các lựa chọn kinh tế, ví dụ như món ăn Trung Quốc, món Padang (Halal) hoặc món Thái Lan. Chủ cửa hàng thuê một phần không gian để đặt các gian hàng nấu ăn, nơi phục vụ các món như mì xào, cơm chiên, bánh xèo Ấn Độ, và súp bún. Thức uống khác thường được phục vụ bởi các quầy riêng, hoặc đôi khi bởi chính chủ cửa hàng. Các quầy hàng này đã thường được thay thế bằng các khu ẩm thực.
Các góc phố được coi là vị trí tốt nhất cho các cửa hàng ăn uống.

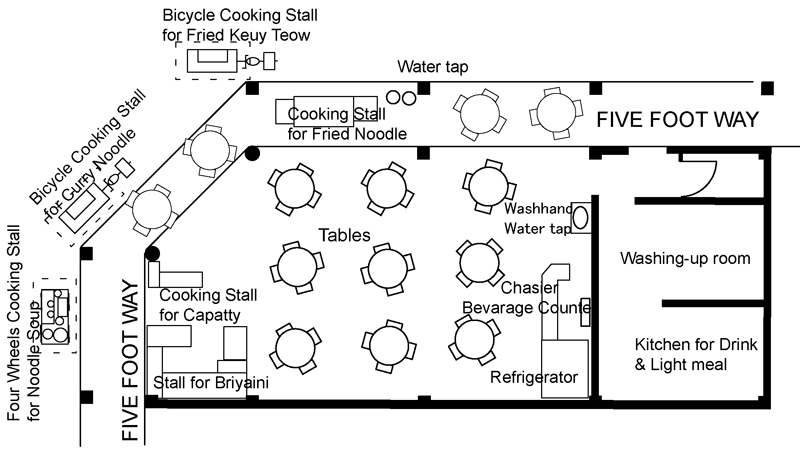
Góc phố, Georgetown, Penang, năm 1990.

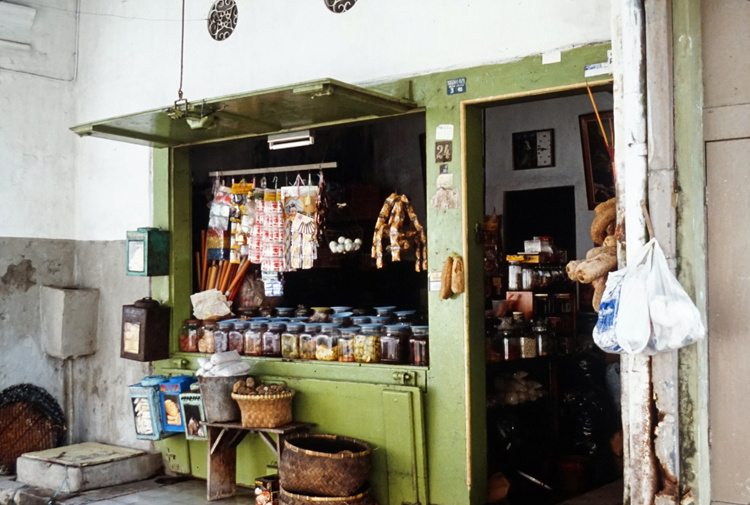
Cửa hàng nhà ở, Pecinan, Semarang, năm 1991.
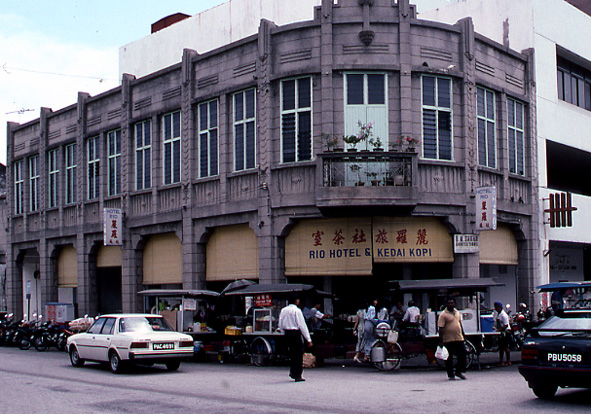
Cửa hàng nhà ở, George Town, Malaysia, năm 1995.
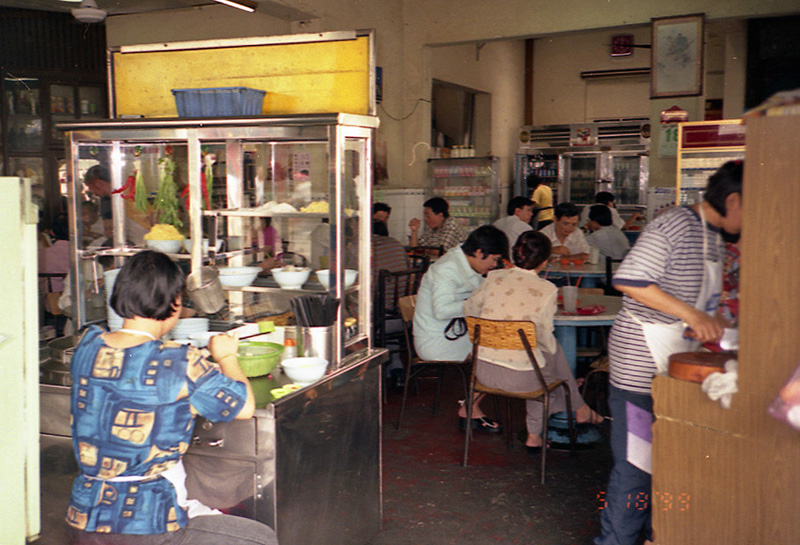
Cửa hàng nhà ở tại góc phố, George Town, Malaysia, năm 1999.
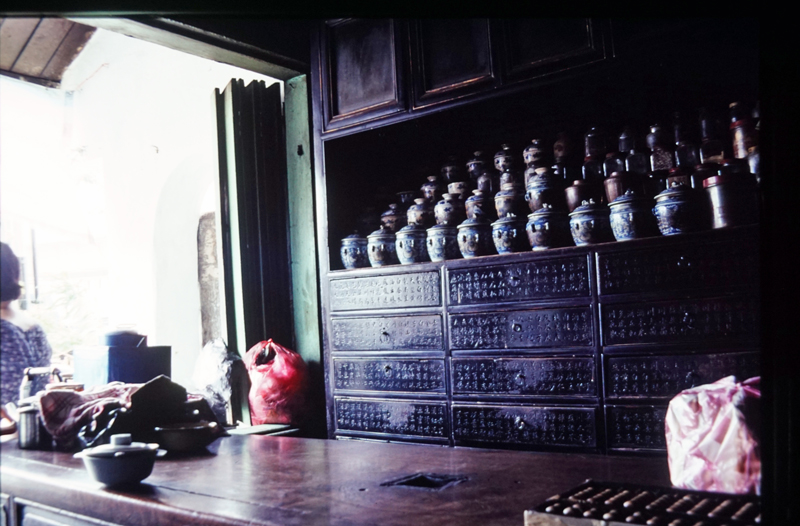
Nhà thuốc cửa hàng nhà ở, Grodok, Jakarta, năm 1991.

## Xây dựng hiện đại
Những căn nhà phố thương mại hiện đại được làm bằng bê tông cốt thép. Tải trọng được mang bởi dầm và trụ, được xây dựng trên hệ thống lưới. Khoảng cách của các trụ được xác định bởi các yếu tố kinh tế: dầm rộng hơn đòi hỏi lượng thép lớn hơn. Một lô đất có chiều rộng 40 m và chiều sâu 12 m, có thể được sử dụng để tạo ra 10 căn nhà phố thương mại, mỗi căn có kích thước 4 m x 12 m hoặc 8 căn nhà phố có diện tích 5 m x 12 m, hoặc một số căn ở giữa.
Các bức tường bị lấp đầy , có nghĩa là một dãy các căn nhà phố thương mại có thể dễ dàng được cấu hình lại, để cho phép một doanh nghiệp chiếm hai hoặc nhiều căn nhà phố thương mại, chỉ bằng cách dỡ bỏ các bức tường ngăn cách. Một dãy nhà buôn bán có thể được xây dựng theo từng giai đoạn bằng cách để lộ khoảng 50–60 cm cốt thép ở dầm trái-phải ở mỗi đầu của dãy. Khi tiếp tục xây dựng, cốt thép mới được buộc vào cốt thép hiện có để cho phép tiếp tục dầm, do đó loại bỏ nhu cầu về các trụ kết cấu mới.

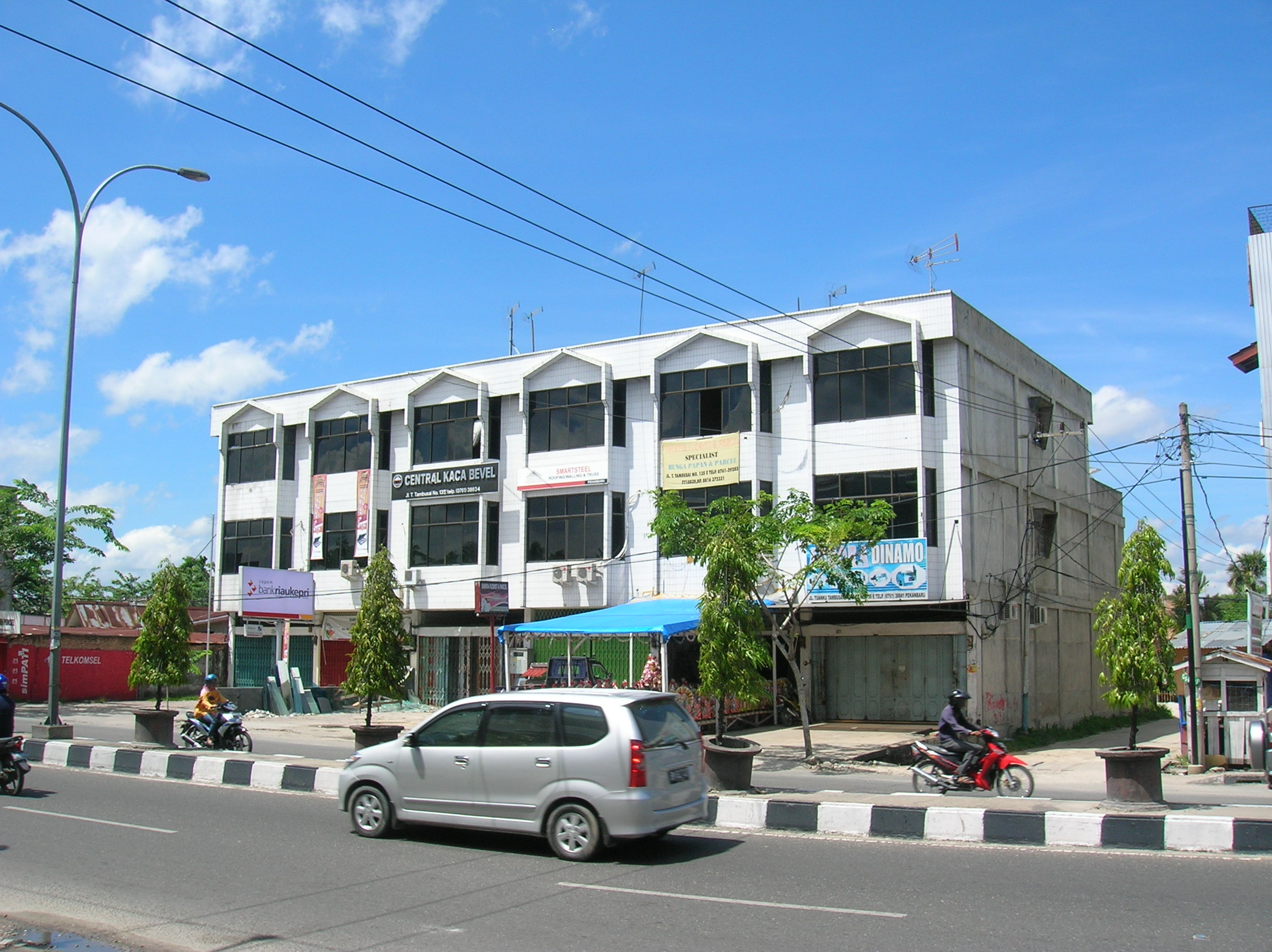
Hàng loạt sáu căn nhà cửa hàng bằng bê tông cốt thép ở Pekanbaru, Indonesia.
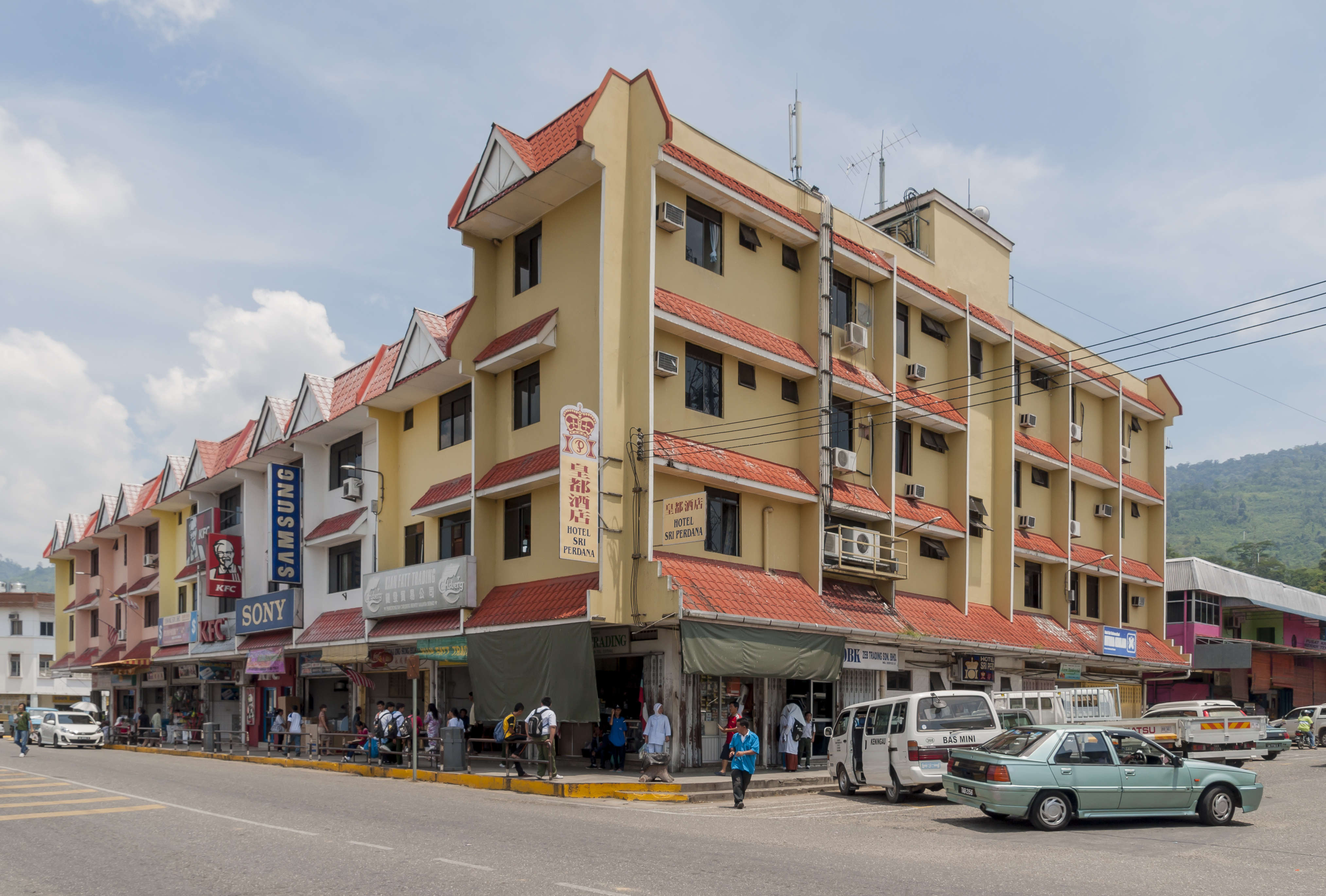
Hàng loạt căn nhà cửa hàng hiện đại ở Tenom, Malaysia.
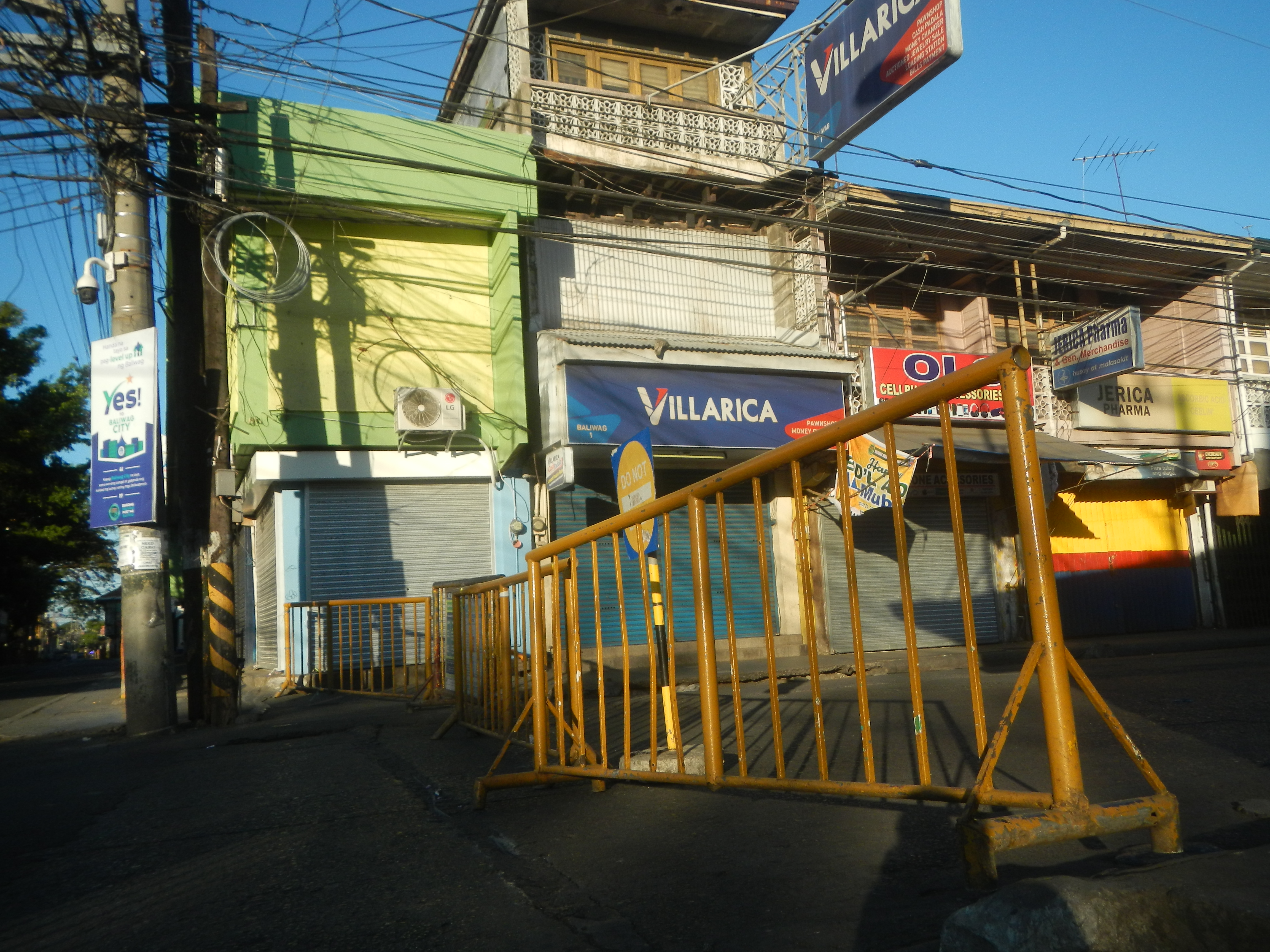
Các căn nhà cửa hàng từ thập kỷ 1970 ở Baliwag, Philippines.
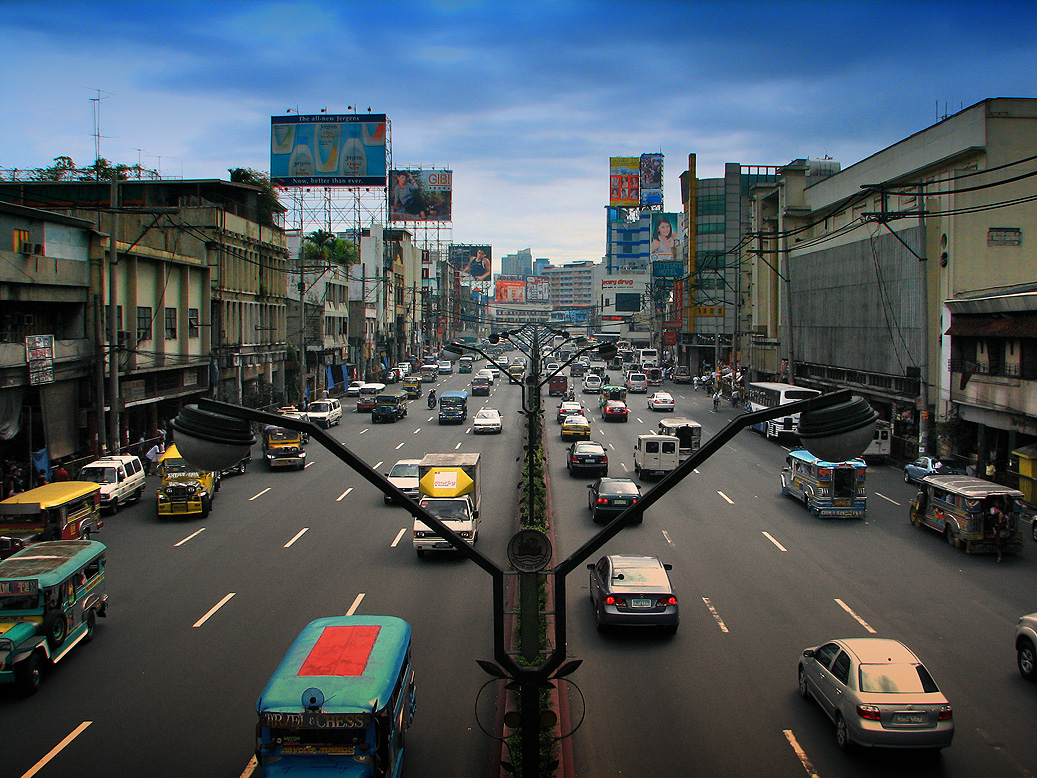
Các căn nhà cửa hàng hiện đại sau chiến tranh ở Quiapo, Manila, Philippines.
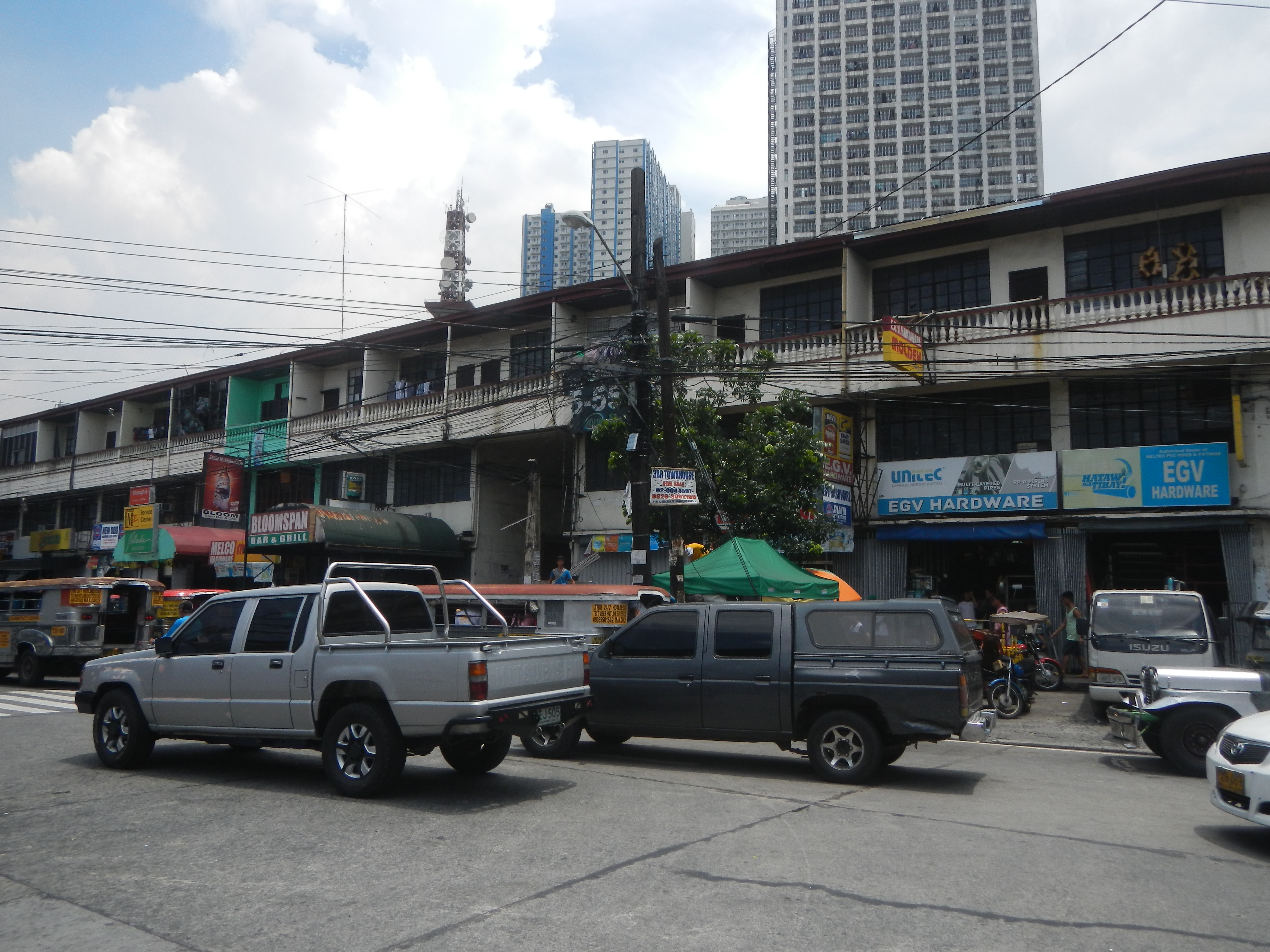
Các căn nhà chung cư kết hợp sử dụng từ thập kỷ 1970 ở Sampaloc, Manila.
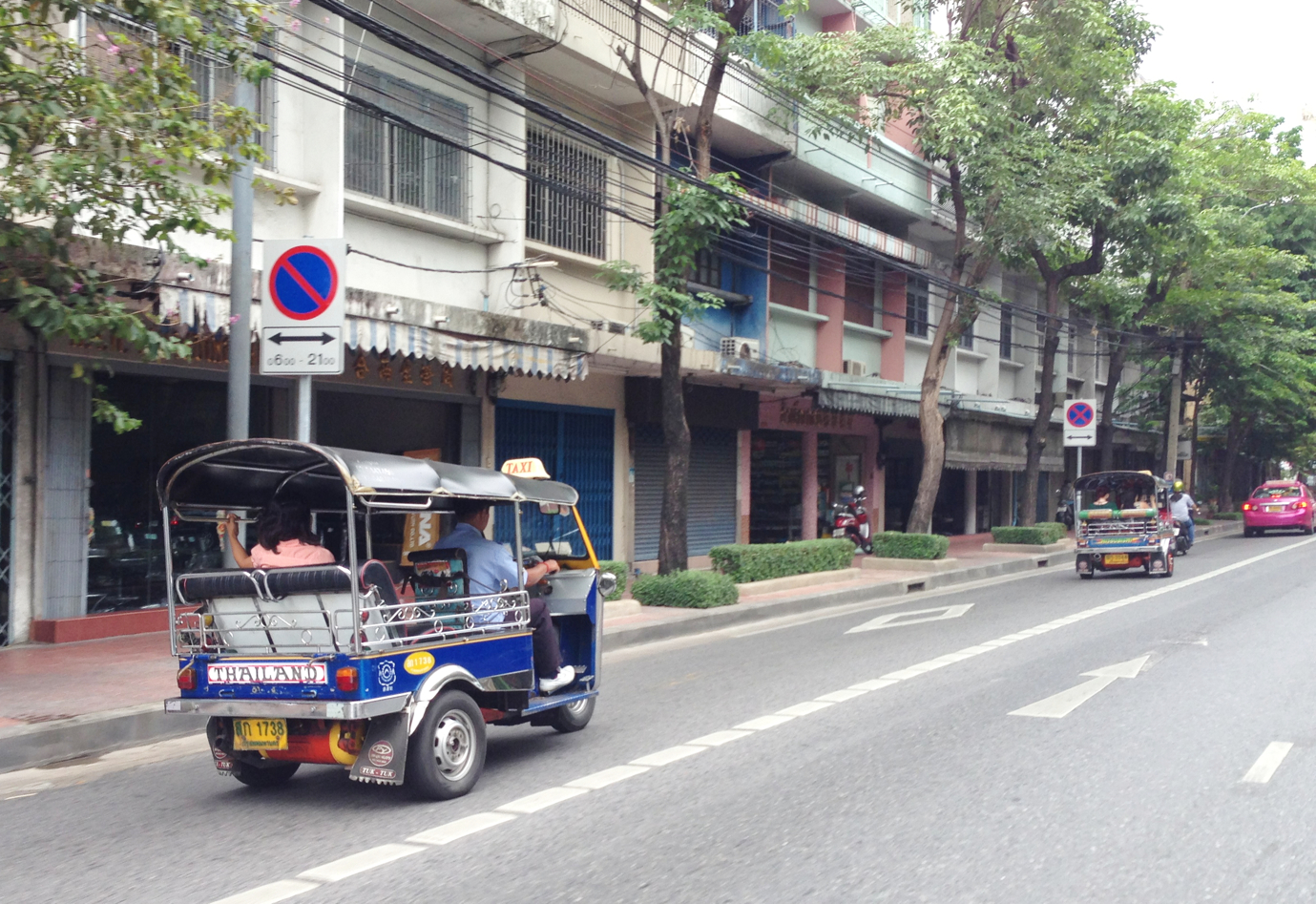
Các căn nhà cửa hàng hiện đại ở Bangkok, Thái Lan.
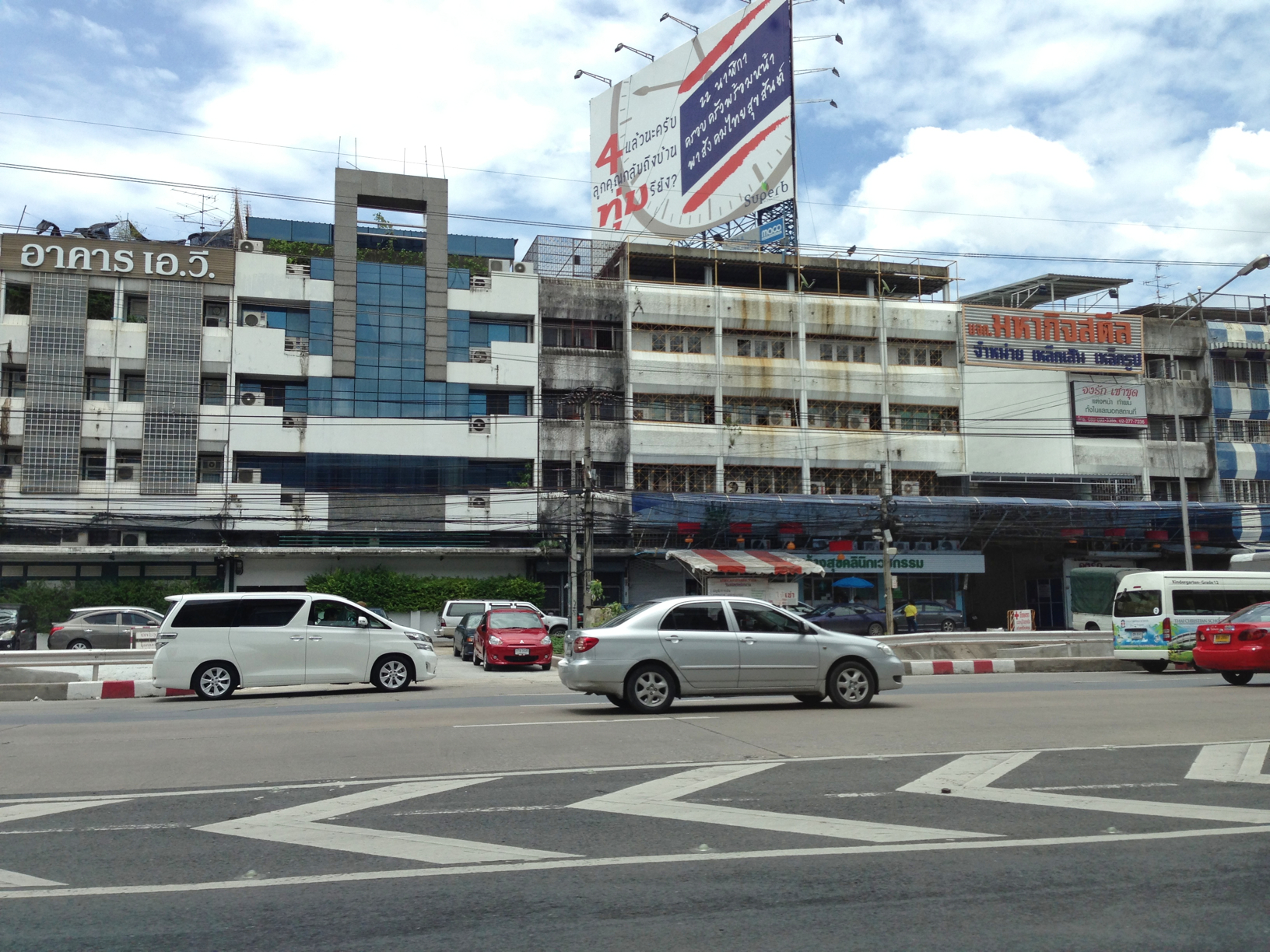
Các căn nhà cửa hàng Brutalist bên cạnh một tòa nhà văn phòng hiện đại ở Quận Chatuchak, Bangkok.
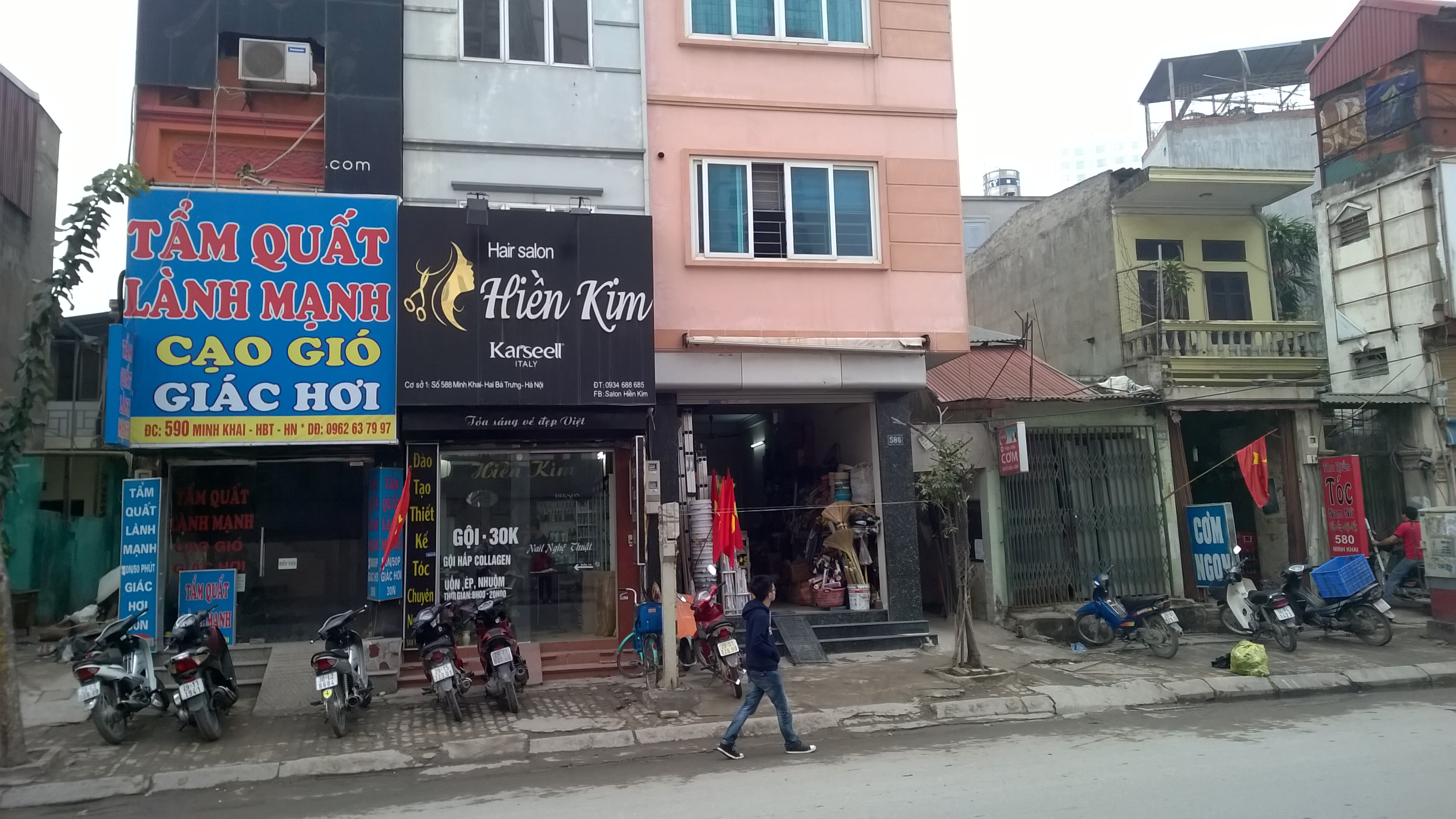
Đường Minh Khai, Hà Nội, Việt Nam.
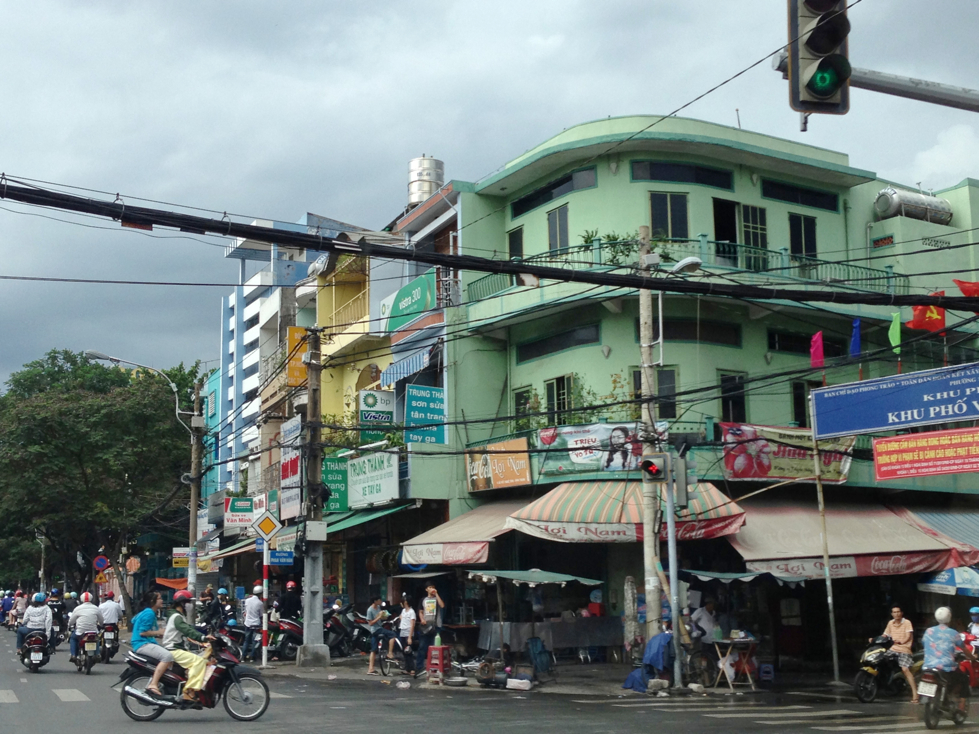
Các đơn vị đã được cải tạo ở Thành phố Hồ Chí Minh, Việt Nam.